# Wiesbaden

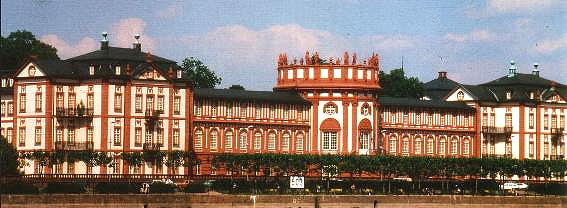
Castello Biebrich

Wiesbaden è una città extracircondariale della Germania centro-occidentale, capitale del Land dell'Assia dal 1945 e precedentemente del Ducato di Nassau dal 1806 al 1866.
Nota come "La città del matrimonio", è una delle più antiche città termali d'Europa, con 26 sorgenti termali calde ed una fredda, e rappresenta, dopo Francoforte sul Meno, il secondo centro del Land per popolazione.

## Geografia fisica
Wiesbaden, la più grande città del Rheingau, sorge sulla sponda destra del fiume Reno, di fronte a Magonza, che si trova sulla riva opposta. La città è collocata in corrispondenza dell'avvallamento tra il fiume Meno e la catena montuosa del Taunus, in una zona delimitata a nord dal Neroberg (montagna di Nerone), a est dalla Bierstadter Warte, a ovest dal bosco di Biebrich e a sud-est dal monte Hainer.
L'altitudine nel centro storico è di circa 115 m sul livello del mare. Il punto più alto del territorio comunale si trova a 608 m su un sentiero chiamato Rheinhöhenweg; il punto più basso all'entrata del porto di Schierstein è a 83 m di altitudine.
Il territorio comunale si estende per 204 km², ha un diametro massimo di 17,6 km sull'asse nord-sud e di 19,7 km sull'asse est-ovest. A nord la città è circondata da vaste aree boschive (27,4% del territorio comunale), a ovest da colline sfruttate per la viticoltura e ad est da terreni agricoli (31,1%). Il corso del fiume Reno delimita il territorio comunale per una lunghezza di 10,3 km.

### Clima
Wiesbaden, grazie alla sua posizione protetta ai piedi del Taunus, ha un clima piuttosto mite: la temperatura media annua è di 9,5 °C, in un anno cadono mediamente 622 mm di pioggia e vi sono mediamente 1 565 ore di sole. Questo clima fa di Wiesbaden una delle città più calde in Germania. La sua posizione in un avvallamento e la presenza di alcuni grandi edifici limitano il ricambio d'aria nel centro cittadino.

### Confini
I seguenti comuni confinano con Wiesbaden o si trovano comunque nelle sue immediate vicinanze (l'elenco è ordinato in senso orario partendo da nord): Taunusstein, Niedernhausen, Eppstein, Hofheim am Taunus, Hochheim am Main, Ginsheim-Gustavsburg, Magonza (Mombach), Budenheim, Walluf, Eltville sul Reno e Schlangenbad.

## Storia

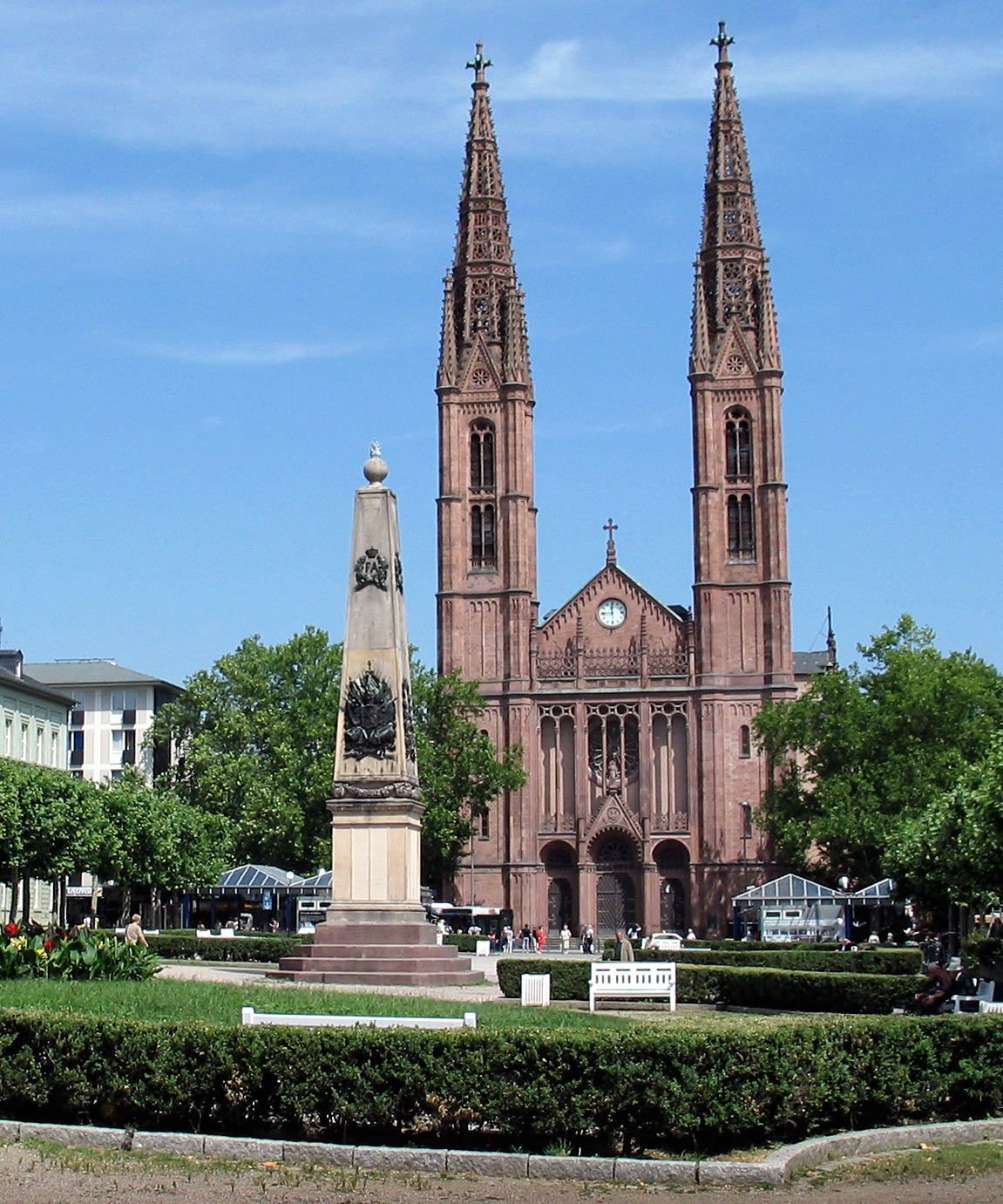
Il Luisenplatz con il monumento ai caduti nella battaglia di Waterloo e la Bonifatiuskirche

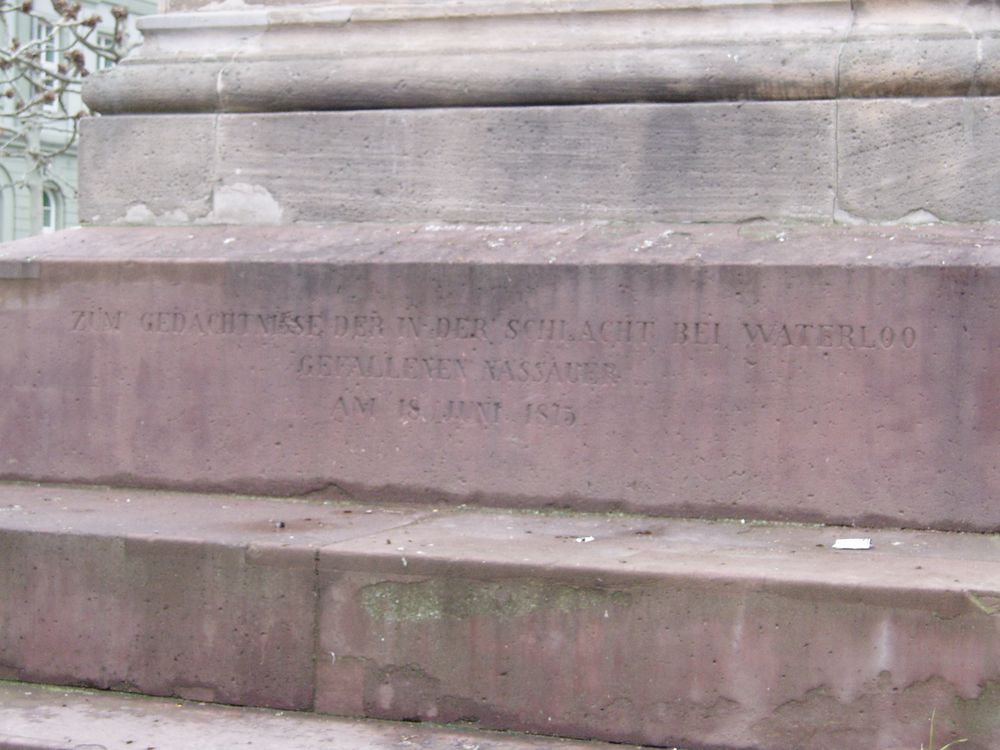
Iscrizione sul monumento alla battaglia di Waterloo.

Le sorgenti termali di Wiesbaden erano note già ai Romani, che fecero costruire in questa zona un forte ausiliario tra il 6 ed il 15 dopo Cristo. Esse furono descritte per la prima volta nel 77 nella Naturalis historia di Plinio il Vecchio. Nacque quindi un insediamento romano con il nome di Aquae Mattiacorum (ancora sulla facciata del Kurhaus, il palazzo delle terme, vi è l'iscrizione Aquis Matthiacis), che fa riferimento ad un'antica popolazione germanica.
Negli anni 828-830 compare per la prima volta il nome Wisibada (terme tra i prati), citato da Eginardo, biografo di Carlo Magno. Nel 1170 il territorio occupato dall'odierna Wiesbaden passò sotto il dominio dei duchi di Nassau. Nel 1232 Wiesbaden diventò città libera dell'Impero. Questo potrebbe essere uno dei motivi che hanno portato l'arcivescovo di Magonza nel 1242 ad ordinare la distruzione della città. Nel 1296 il re Adolfo di Nassau fece costruire il convento di Klarenthal. Nello stesso anno la città fu occupata dalle truppe di Ludwig di Baviera. Il convento di Klarenthal ed i terreni circostanti furono saccheggiati e devastati.
Nel 1525, durante la guerra dei contadini tedeschi, gli abitanti di Wiesbaden parteciparono alle insurrezioni e dopo la loro sconfitta persero tutti i loro privilegi, che riuscirono ad ottenere nuovamente soltanto nel 1566. Con la nomina del prete luterano Wolf Denthener, Wiesbaden aderì alla riforma nel 1543. Tra il 1609 ed il 1610 fu costruito il vecchio municipio, che è il più antico edificio della città. Quasi tutti gli edifici antecedenti furono distrutti da due incendi, rispettivamente nel 1547 e nel 1561. Nel 1744 il castello di Biebrich divenne residenza della famiglia Nassau, nel 1806 Wiesbaden divenne sede del governo e capitale del ducato di Nassau, sotto il cui dominio gli uomini di Wiesbaden dovettero partecipare alle guerre napoleoniche. Nel Luisenplatz si trova un monumento ai caduti nella battaglia di Waterloo del 1815. Il ruolo di capitale tramontò nel 1866 quando, in conseguenza della guerra austro-prussiana, il Granducato di Nassau perse la sua indipendenza e fu annesso al Regno di Prussia.
Nel XIX secolo iniziò il periodo di maggior splendore di Wiesbaden e la sua ascesa a città mondiale della cultura. La città si espanse notevolmente, sviluppando le sue terme ed assumendo notevole rilevanza come città di congressi e sede governativa. La Nizza del nord fu spesso scelta dall'imperatore Guglielmo II come destinazione per dei periodi di vacanza in estate. A seguito della corte imperiale vennero numerosi nobili, artisti ed imprenditori, molti dei quali si stabilirono in città. A questo periodo risalgono parecchi edifici pubblici, tra cui il Kurhaus (palazzo delle terme) con annesso casinò ed il teatro di Stato dell'Assia (Hessische Staatstheater) presso la Wilhelmstraße.
Grazie alla crescita demografica nel periodo dell'industrializzazione, Wiesbaden continuò a svilupparsi rapidamente fino all'inizio del XX secolo. La popolazione quasi decuplicò tra il 1840 (circa 11 650 abitanti) ed il 1910 (circa 109 000 abitanti). La crescita della città portò alla nascita di nuovi quartieri, in cui furono costruiti edifici negli stili architettonici dell'eclettismo, del classicismo e dello Jugendstil.

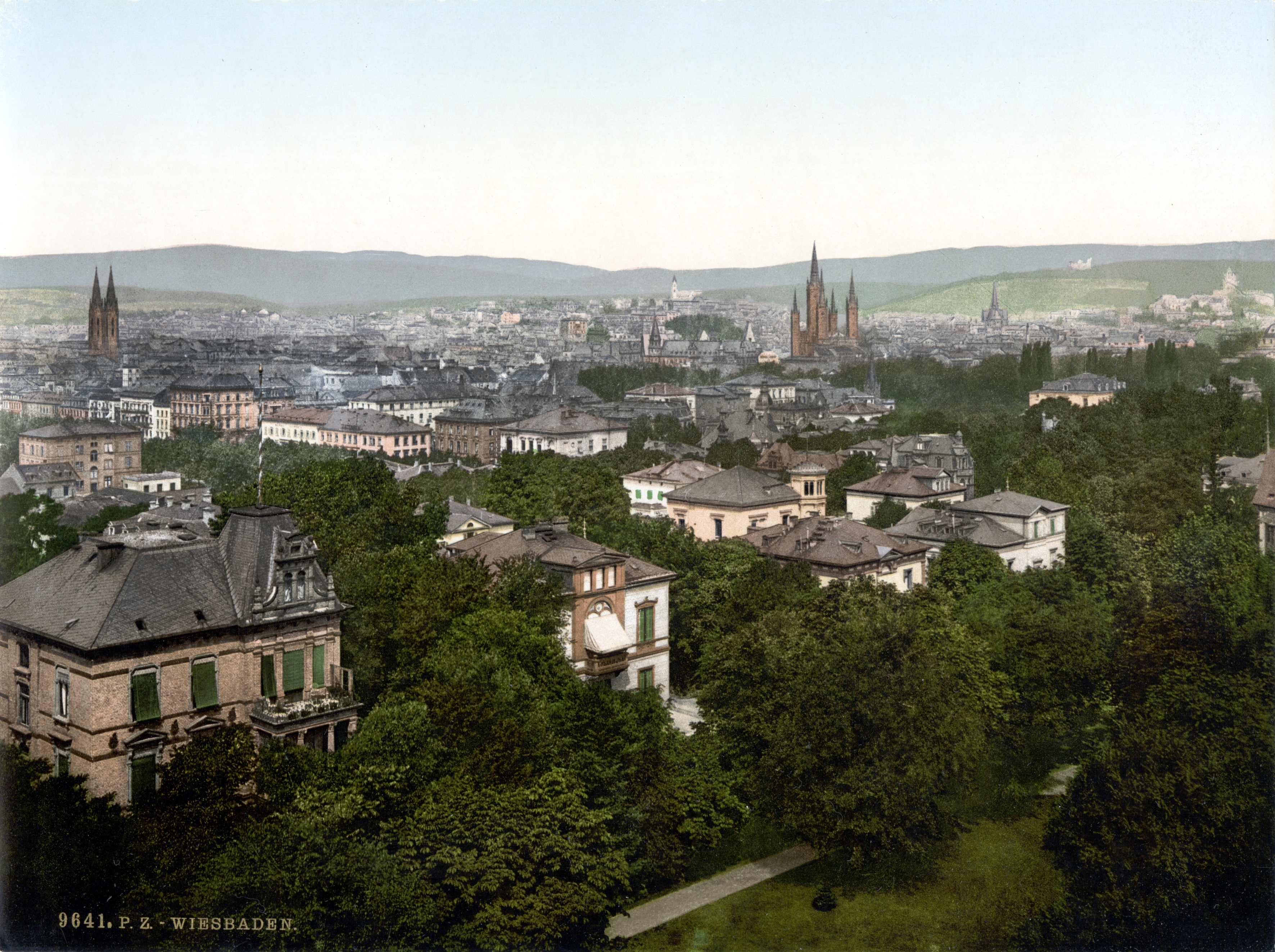
Panorama di Wiesbaden nel 1900.

La popolarità di Wiesbaden come città termale terminò con la fine della prima guerra mondiale. Nel 1918 la città fu occupata dall'esercito francese; nel 1921 fu firmato il trattato di Wiesbaden sui danni di guerra che i tedeschi dovettero pagare alla Francia. Nel 1925 Wiesbaden diventò il quartier generale dell'armata britannica del Reno e lo rimase fino al ritiro delle forze di occupazione dalla Renania nel 1930. Tra 1944 e 1945, con la partizione della Provincia d'Assia-Nassau, Wiesbaden divenne capoluogo della neo-istituita provincia di Nassau, nell'ambito dello Stato libero di Prussia.
Nella seconda guerra mondiale Wiesbaden fu in buona parte risparmiata dai bombardamenti alleati. Il pesante attacco aereo della notte tra il 2 ed il 3 febbraio 1945 non ebbe gli effetti previsti a causa delle cattive condizioni meteorologiche. Wiesbaden fu occupata dalle truppe appartenenti alla 80ª Divisione statunitense il 28 marzo 1945. Le frazioni di Magonza sulla sponda destra del Reno (Amöneburg, Kastel e Kostheim) furono annesse a Wiesbaden in seguito ad un'ordinanza dell'amministrazione militare. Questo fatto costituisce una delle cause dell'odierna rivalità tra Wiesbaden e Magonza. Il generale Dwight D. Eisenhower fondò il Land Groß-Hessen (Grande Assia), di cui Wiesbaden divenne capitale.
Dopo la formazione della Repubblica Federale Tedesca nel 1949, la Wiesbaden ora capitale dell'Assia divenne sede di due autorità federali: la prima è l'Ente federale per la lotta alla criminalità (Bundeskriminalamt), fondato nel 1953; nel 1956, nella zona della stazione centrale, fu poi costruito il palazzo dell'Ente federale di statistica (Statistische Bundesamt). L'aeroporto militare di Erbenheim fu uno degli otto aeroporti da cui partirono i voli per il ponte aereo con Berlino Ovest tra il 24 giugno 1948 ed il 12 maggio 1949, periodo in cui i sovietici avevano bloccato le altre vie di accesso alla città.

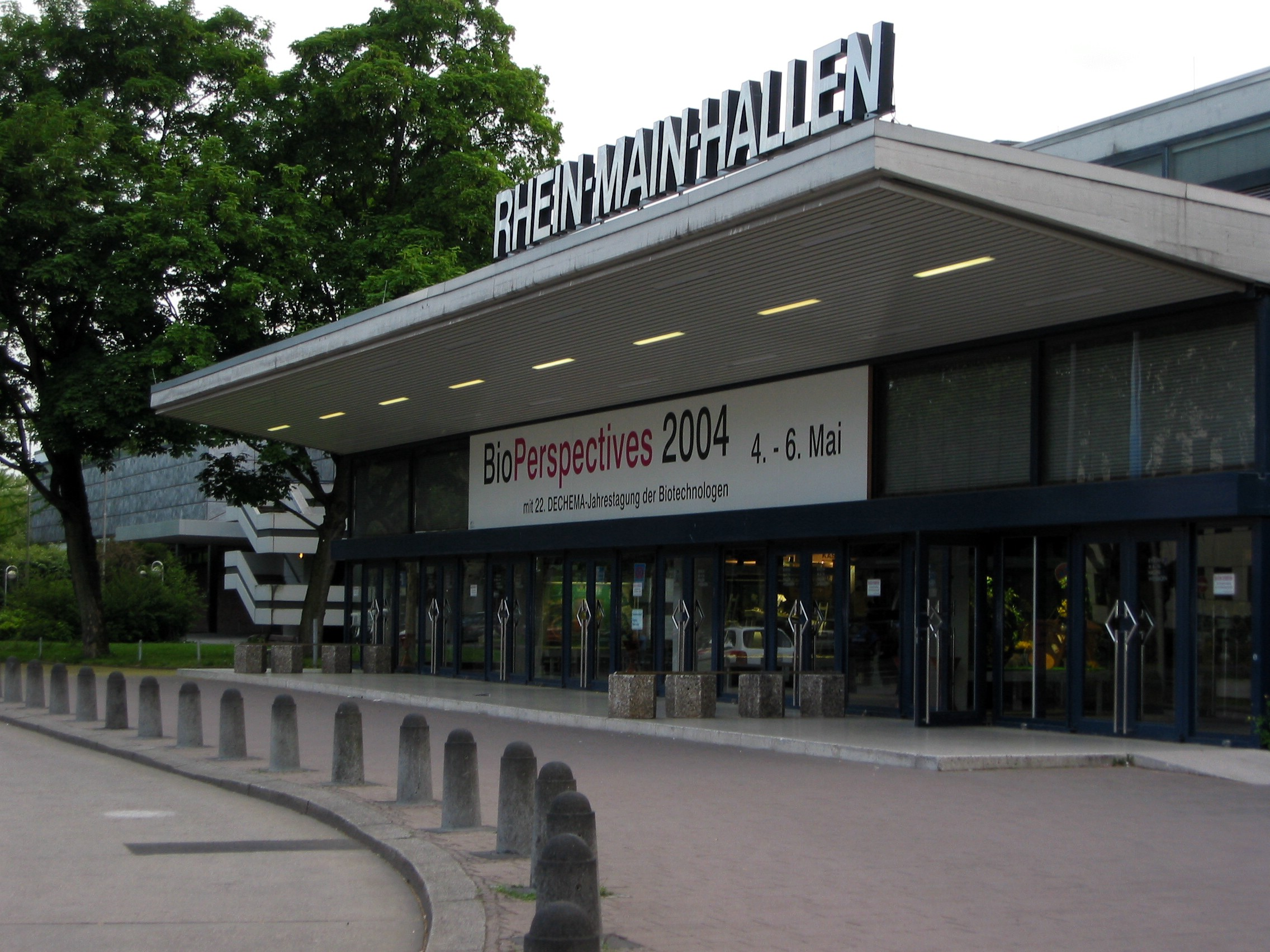
Ingresso principale delle Rhein-Main-Hallen

Nel 1957 furono inaugurate le Rhein-Main-Hallen, utilizzate come spazio per esposizioni, e negli anni sessanta sorsero i primi grattacieli a Gräselberg, Klarenthal e Schelmengraben. Dopo che nel 1961 la ZDF, il secondo canale televisivo pubblico tedesco, scelse Magonza come sede principale, Wiesbaden ne divenne provvisoriamente la sede amministrativa. Tra il 1969 ed il 1974 è stata creata la zona pedonale.
Il 2 aprile 1970 fu inaugurata la clinica tedesca per la diagnostica (Deutsche Klinik für Diagnostik) nei pressi delle Aukamm Housings. Il 1º gennaio 1977 furono annessi a Wiesbaden i paesi di Auringen, Breckenheim, Delkenheim, Medenbach, Naurod e Nordenstadt. La popolazione che si aggiunse con tale provvedimento supera i 20 000 abitanti. Nel 2003 la cittadinanza ha iniziato una contestazione al progetto di trasferire l'ente federale per la lotta alla criminalità (Bundeskriminalamt) a Berlino. La controversia non è ancora risolta.

### Simboli

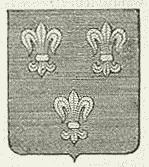
Stemma del città di Wiesbaden del 1888

Lo stemma della città di Wiesbaden presenta tre gigli (due sopra, uno sotto) dorati su sfondo azzurro. I gigli comparvero per la prima volta nei sigilli della città nel XVI secolo e pare siano di origine francese.
I colori azzurro e giallo rimandano ai tempi del dominio della famiglia Nassau. Ufficialmente lo stemma è stato adottato nella sua forma nell'anno 1906.

## Monumenti e luoghi d'interesse

### Schloßplatz
In posizione centrale nella parte più antica della città, all'interno dell'Historische Fünfeck, troviamo il Schloßplatz (piazza del Castello). Qui sorgono l'edificio più antico della città, cioè il Vecchio Municipio, costruito tra il 1608 ed il 1610, in cui oggi ha sede l'anagrafe, e l'attuale municipio, progettato da Georg von Hauberrisser ed edificato tra il 1884 ed il 1887.
Il lato nord della piazza è dominato dall'antico Stadtschloss (castello cittadino) dei duchi di Nassau costruito tra il 1837 ed il 1842, il cui interno ben conservato contrasta con l'attuale aspetto della facciata. Il castello fu usato ripetutamente come dimora dall'imperatore Guglielmo II durante i suoi periodi di permanenza a Wiesbaden; oggi invece vi ha sede il parlamento regionale dell'Assia (Hessischer Landtag).
Tra il 1853 ed il 1862 Carl Boos costruì una chiesa luterana, la Marktkirche, con 5 torri, una delle quali, con i suoi 98 metri, è ancora oggi l'edificio più alto della città. La chiesa, originariamente chiamata Naussauer Landesdom, è stata progettata sul modello della Friedrichswerdersche Kirche di Berlino.
A est la piazza era delimitata dalla Höhere Töchterschule costruita tra il 1898 ed il 1901 sul progetto di Felix August Helfgott Genzmer. Questo edificio è stato distrutto durante la seconda guerra mondiale, così come il pinnacolo principale del nuovo municipio.
A sud del municipio e della Marktkirche si trovano lo storico Marktkeller e la Marktsäule.

### Wilhelmstraße e Kureck
Sul bordo orientale dello Historische Fünfeck è situata l'elegante Wilhelmstraße (letteralmente: via Guglielmo). Accanto a raffinati negozi e caffè, troviamo qui il museo di Wiesbaden, l'Erbprinzenpalais, costruito tra il 1813 ed il 1817 (oggi sede della Camera di Commercio), e la Villa Clementine, dove è stata ambientata la versione cinematografica dei I Buddenbrook di Thomas Mann. Ogni anno ai primi di giugno si svolge il Wilhelmstraßenfest, cioè la festa della Wilhelmstraße.
A est della Wilhelmstraße è stato realizzato nel 1860 il parco del Warmer Damm. A oriente del parco, lungo la Paulinenstraße, sorge la Söhnlein-Villa, chiamata anche la Casa Bianca per la sua somiglianza con il noto edificio di Washington.

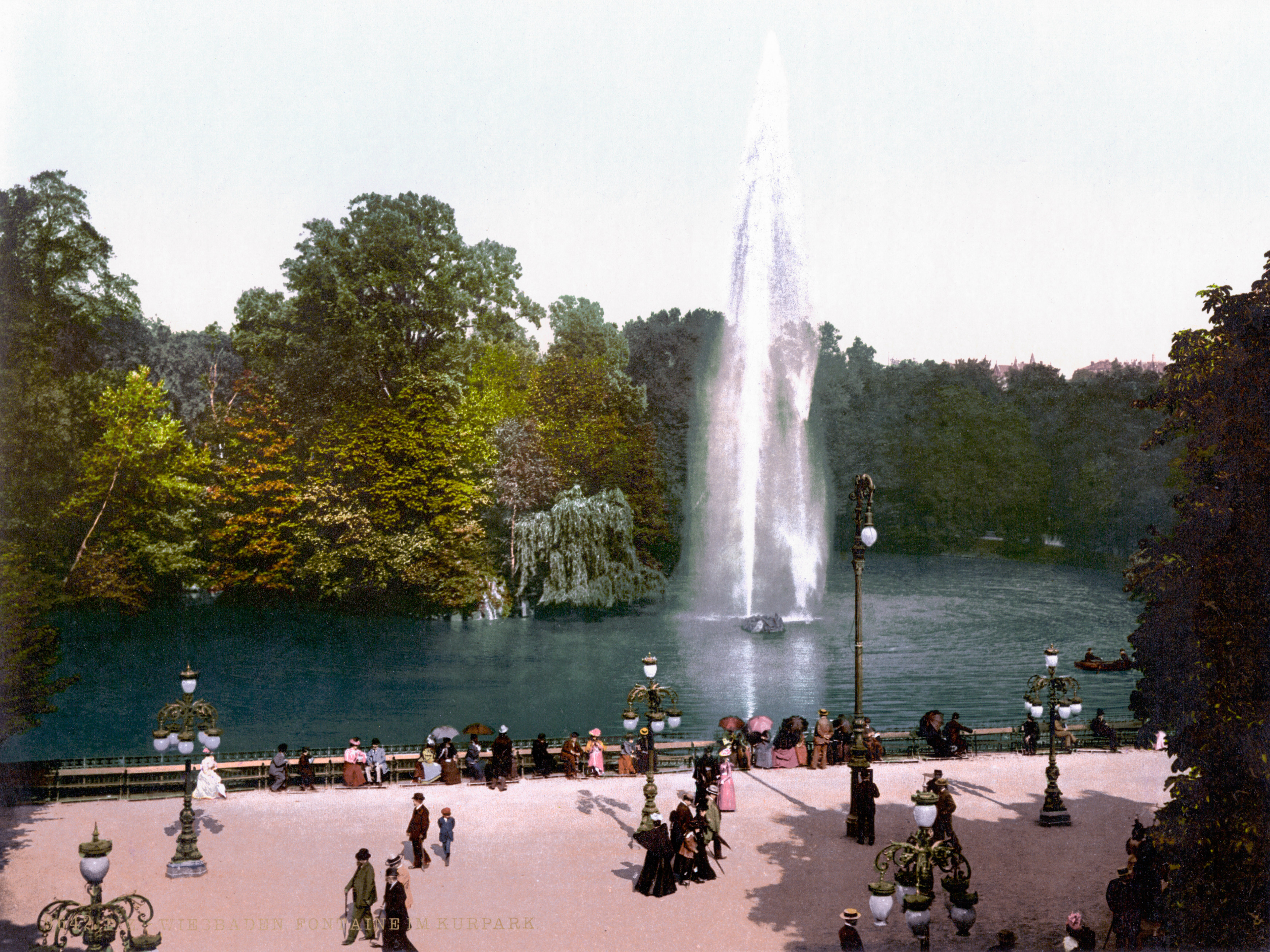
Il Kurpark

All'estremità settentrionale della Wilhelmstraße si trova il cosiddetto Kureck. Vi si trova il Bowling Green, un'area verde di forma rettangolare con due imponenti fontane, circondata da un complesso di edifici posti a ferro di cavallo. A est si trova il Kurhaus (palazzo delle cure), costruito tra il 1905 ed il 1907 da Friedrich von Thiersch e nel quale, tra l'altro, oggi è ospitato il casinò. Dietro al Kurhaus si estende per circa 7,5 ettari il Kurpark (parco delle cure), progettato nello stile dei giardini all'inglese. A nord del Bowling Green sono erette le Kurhauskolonnaden, che grazie ai loro 129 m di lunghezza formano la loggia più lunga d'Europa. Di fronte ad esse si trovano le Theaterkolonnaden e l'Hessische Staatstheater (il teatro statale dell'Assia), inaugurato nel 1894. Dall'altro lato della Wilhelmstraße, di fronte al Bowling Green, si trova la statua dell'imperatore Federico III e l'albergo Nassauer Hof.
Nelle immediate vicinanze del Bowling Green si estende il Kranzplatz con il Kochbrunnentempel (letteralmente: tempietto della fontana bollente). Dal Kochbrunnen sgorgano ogni giorno circa 500 000 litri d'acqua ad una temperatura di 67 °C. Nell'antica Trinkhalle sul lato occidentale della piazza si trova oggi un ristorante. Attorno alla piazza sono sorti i più lussuosi alberghi della città: lo "Schwarze Bock", il più antico albergo della Germania (è stato fondato nel 1486), l'ex "Palasthotel" e l'ex "Hotel Rose", dove dal settembre 2004 ha sede la cancelleria di Stato dell'Assia.

### Altre zone del centro

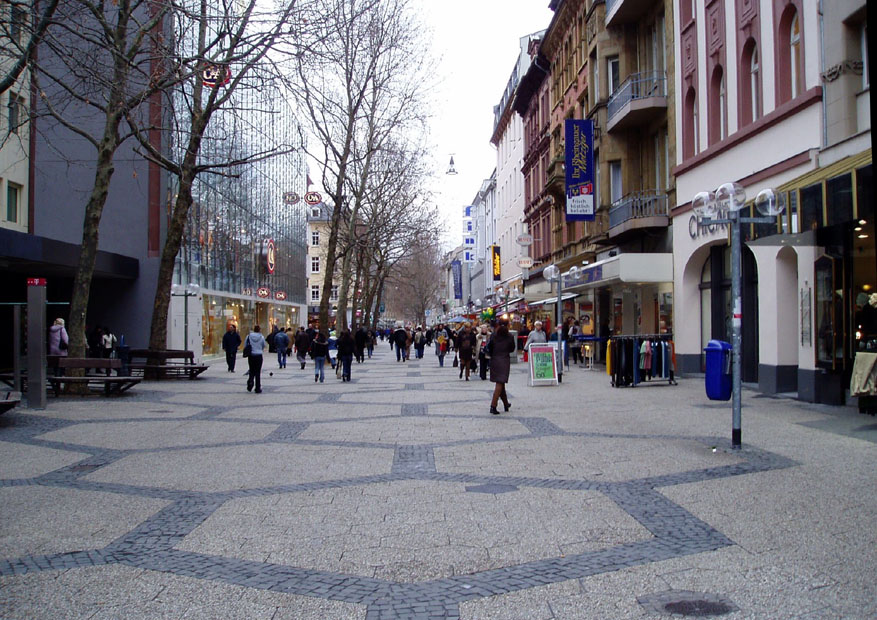
La zona pedonale

Non lontano dal Kranzplatz c'è lo storico Kaiser-Friedrich-Bad del 1913 (una piscina alimentata da sorgenti termali) ed il Römertor, con i resti delle mura romane.
La Adolfsallee e la sua prosecuzione, la Adolfsstraße, conducono al Luisenplatz. Qui si trova la chiesa cattolica di San Bonifacio, costruita tra il 1844 ed il 1849 in stile neogotico con due torri di 68 m. Nel Luisenplatz c'è anche il ministero della pubblica istruzione dell'Assia. L'obelisco della battaglia di Waterloo al centro della piazza ricorda i cittadini del ducato di Nassau caduti nelle guerre di liberazione del 1815 contro Napoleone.
A sud del Luisenplatz, la Rheinstraße conduce alla Ringkirche costruita tra il 1892 ed il 1894 da Johannes Otzen con una doppia torre alta 65 m. Si tratta del primo esempio del rivoluzionario "programma di Wiesbaden", che ha profondamente influenzato lo stile architettonico delle chiese protestanti tedesche fino alla prima guerra mondiale. Nella Rheinstraße è situata anche la biblioteca del Land dell'Assia con 600 000 volumi ed un'antica sala di lettura, il ministero delle scienze e dell'arte dell'Assia e la sede centrale della banca Nassauische Sparkasse.
La Bahnhofstraße collega il Schloßplatz alla stazione centrale, costruita tra il 1904 ed il 1906 in stile neobarocco con una torre dell'orologio alta 40 m in arenaria rossa. Dalla stazione parte la Ringstraße realizzata attorno al 1900. All'angolo con la Moritzstraße si trova il Landeshaus, che oggi ospita il ministero dell'economia, dei trasporti e dello sviluppo dell'Assia.

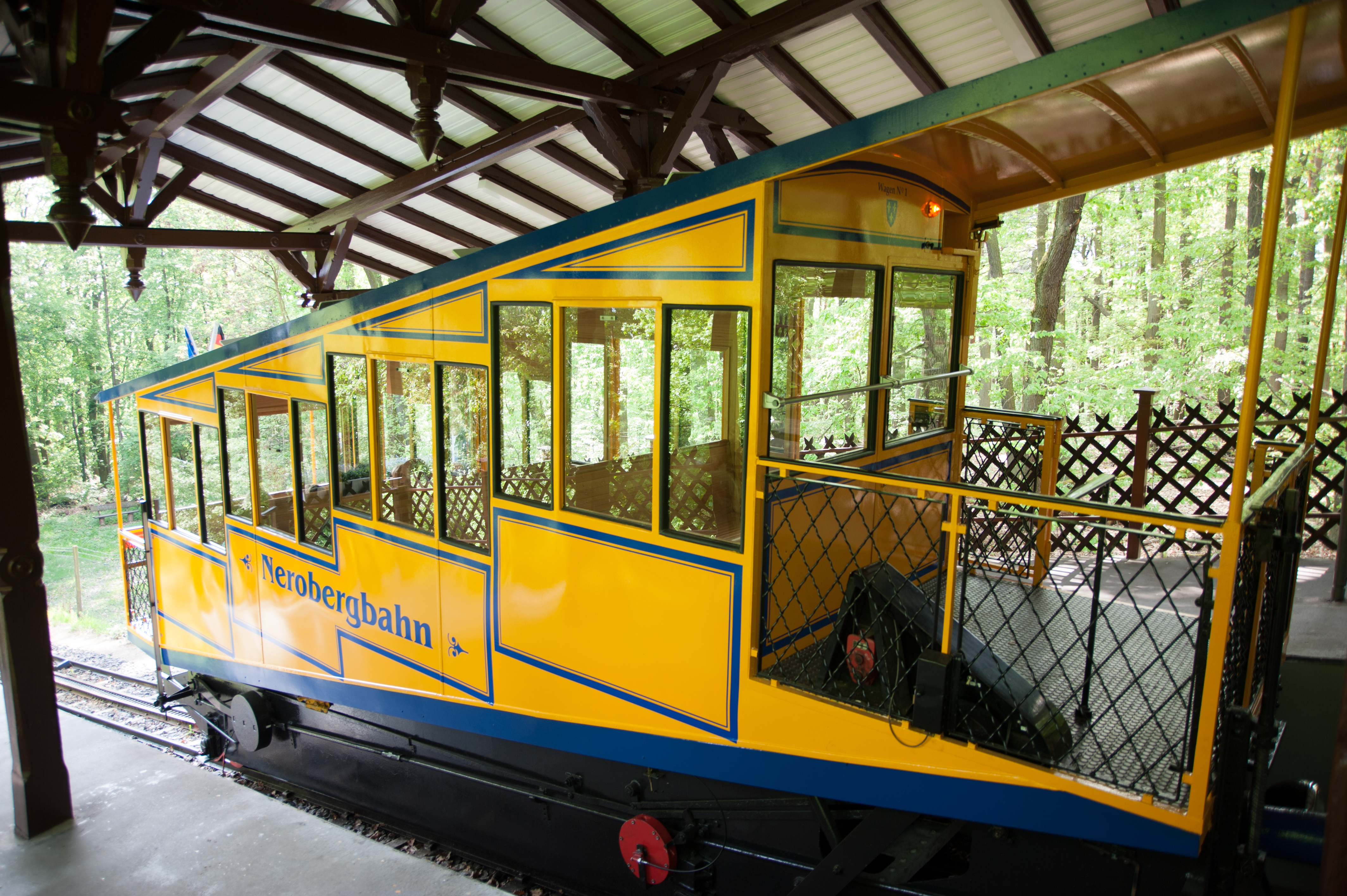
La Nerobergbahn, inaugurata nel 1888

### Fuori dal centro storico

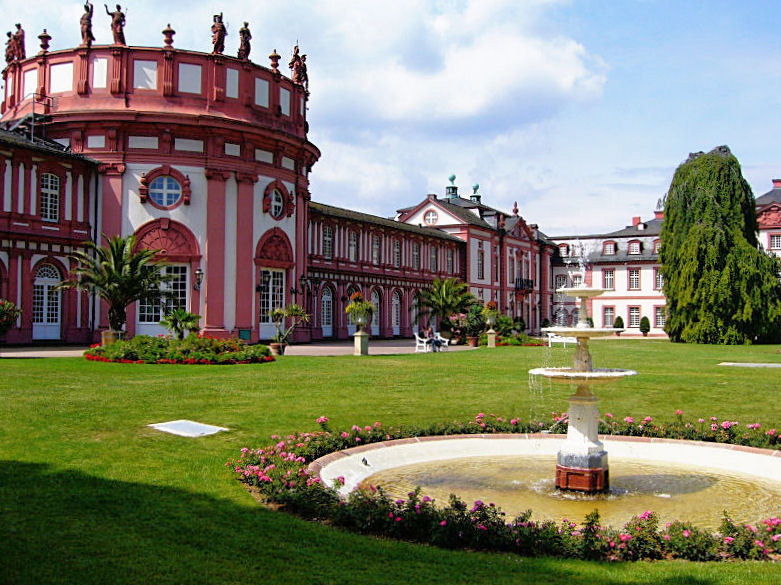
Il castello di Biebrich con il suo parco

Dal Nerotal parte la Nerobergbahn, un mezzo su rotaia azionato da un sistema di contrappesi ottenuti riempiendo e svuotando delle cisterne d'acqua. Essa è stata costruita nel 1888 e sale sul Neroberg, alto 245 m. Qui, oltre ad un vigneto, troviamo una chiesa russo-ortodossa (spesso impropriamente chiamata "Cappella Greca"), con delle vistose cupole dorate. Dal tempietto del Monopteros, sulla cima del Neroberg, si gode di una notevole vista sul centro cittadino, fino al Reno.
Nella frazione di Sonnenberg, su una collina al centro di una stretta vallata, sorge un castello del XIII secolo. Dalla sua torre si ha un'ottima visuale sulle mura di Sonnenberg, in gran parte ben conservate.
La frazione di Dotzheim è la stazione terminale della ferrovia turistica di Nassau, chiamata anche "Aartalbahn", che ancora oggi è percorsa dagli storici treni. La linea ferroviaria da Wiesbaden a Diez è considerata un vero e proprio "monumento tecnologico".
Il castello barocco di Biebrich, costruito tra il 1700 ed il 1750 sulle rive del Reno, è stato a lungo la residenza dei duchi di Nassau. Nell'adiacente parco di 50 ettari in stile inglese si tiene ogni anno a Pentecoste il tradizionale torneo ippico.
Nella periferia nord-occidentale di Wiesbaden, dove iniziano le zone boschive del Taunus, è situato il parco della Fasanerie, in cui sono ospitate numerose specie vegetali ed animali. Questo è anche il punto di partenza ideale per un'escursione sullo Schläferskopf, su cui sorge una torre panoramica.

## Società

### Evoluzione demografica

Crescita demografica

La popolazione della città è cresciuta in modo particolare nel periodo dall'inizio dell'industrializzazione all'inizio della seconda guerra mondiale. Tra il 1800 ed il 1939 gli abitanti di Wiesbaden passarono da 2 239 a 191 955 unità. Questo incremento demografico fu favorito dalla posizione favorevole allo sviluppo economico, data dalla presenza del fiume Reno e dalla vicinanza della regione della Ruhr. Dopo la seconda guerra mondiale l'ulteriore crescita della popolazione è dovuta principalmente all'annessione di alcune frazioni orientali ed all'immigrazione di numerosi stranieri.
Nel 2002 il 17,5% degli abitanti non aveva la cittadinanza tedesca. Tale percentuale è significativamente più bassa rispetto all'analogo dato di alcune città vicine come Francoforte (26,4%) e Offenbach (31,2%). La percentuale di stranieri sul totale della popolazione è comunque cresciuto del 55% dal 1980 (anno in cui era dell'11,3%) al 2002.
La seguente tabella mostra la crescita della popolazione di Wiesbaden. Fino al 1833 si tratta di stime, i dati successivi sono tratti da censimenti e da altri documenti della pubblica amministrazione.
| Anno             | Popolazione |
| ---------------- | ----------- |
| 1521             | 192         |
| 1629             | 915         |
| 1699             | 730         |
| 1722             | 1 329       |
| 1800             | 2 239       |
| 1º dicembre 1840 | 11 648      |
| 3 dicembre 1861  | 20 800      |
| 3 dicembre 1864  | 26 600      |
| 3 dicembre 1867  | 30 100      |
| 1º dicembre 1871 | 35 500      |
| 1º dicembre 1875 | 43 700      |
| 1º dicembre 1880 | 50 238      |
| 1º dicembre 1885 | 55 454      |

| Anno             | Popolazione |
| ---------------- | ----------- |
| 1º dicembre 1890 | 64 670      |
| 2 dicembre 1895  | 74 133      |
| 1º dicembre 1900 | 86 111      |
| 1º dicembre 1905 | 100 953     |
| 1º dicembre 1910 | 109 002     |
| 1º dicembre 1916 | 90 310      |
| 5 dicembre 1917  | 86 555      |
| 8 ottobre 1919   | 97 566      |
| 16 giugno 1925   | 102 737     |
| 16 giugno 1933   | 159 755     |
| 17 maggio 1939   | 170 354     |
| 31 dicembre 1945 | 172 083     |
| 29 ottobre 1946  | 188 370     |

| Anno              | Popolazione |
| ----------------- | ----------- |
| 13 settembre 1950 | 220 741     |
| 25 settembre 1956 | 244 994     |
| 6 giugno 1961     | 253 280     |
| 31 dicembre 1965  | 260 331     |
| 27 maggio 1970    | 250 122     |
| 31 dicembre 1975  | 250 592     |
| 31 dicembre 1980  | 274 464     |
| 31 dicembre 1985  | 266 623     |
| 25 maggio 1987    | 251 871     |
| 31 dicembre 1990  | 260 301     |
| 31 dicembre 1995  | 267 122     |
| 31 dicembre 2000  | 270 109     |
| 30 settembre 2005 | 274 865     |

| Anno             | Popolazione |
| ---------------- | ----------- |
| 31 dicembre 2006 | 275 562     |
| 31 dicembre 2007 | 275 849     |
| 31 dicembre 2008 | 276 742     |
| 31 dicembre 2009 | 277 493     |
| 31 dicembre 2010 | 275 976     |

### Religione

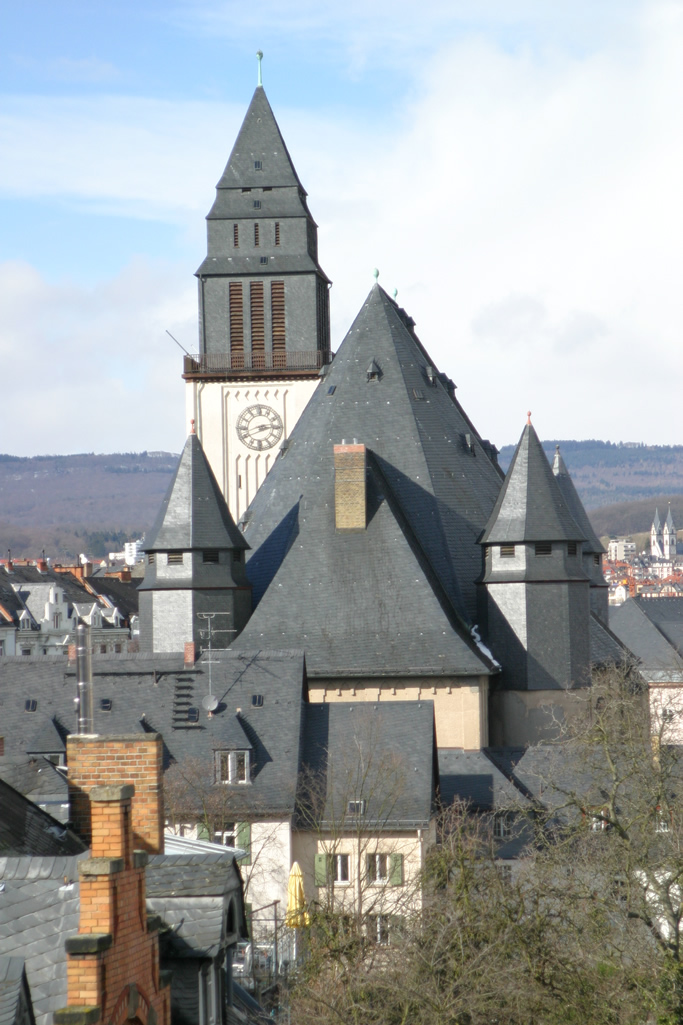
La chiesa luterana: dopo la Marktkirche, la Bergkirche e la Ringkirche è la quarta chiesa protestante della città

La zona della città di Wiesbaden apparteneva in origine alla diocesi di Magonza. Nel 1543 i signori di Nassau introdussero la riforma protestante. In città si diffuse così il luteranesimo, ma a partire dal XVIII secolo appaiono anche comunità riformate. Nel 1817 all'interno del ducato di Nassau fu siglata l'unione tra le comunità riformate e quelle luterane. Esse entrarono così a far parte della Chiesa evangelica di Nassau, che fu poi inserita nella Chiesa evangelica d'Assia e Nassau di Darmstadt. In reazione all'unione del 1817 si sono formate comunità luterane, appartenenti al distretto ecclesiastico dell'Assia meridionale della Chiesa evangelico-luterana indipendente.

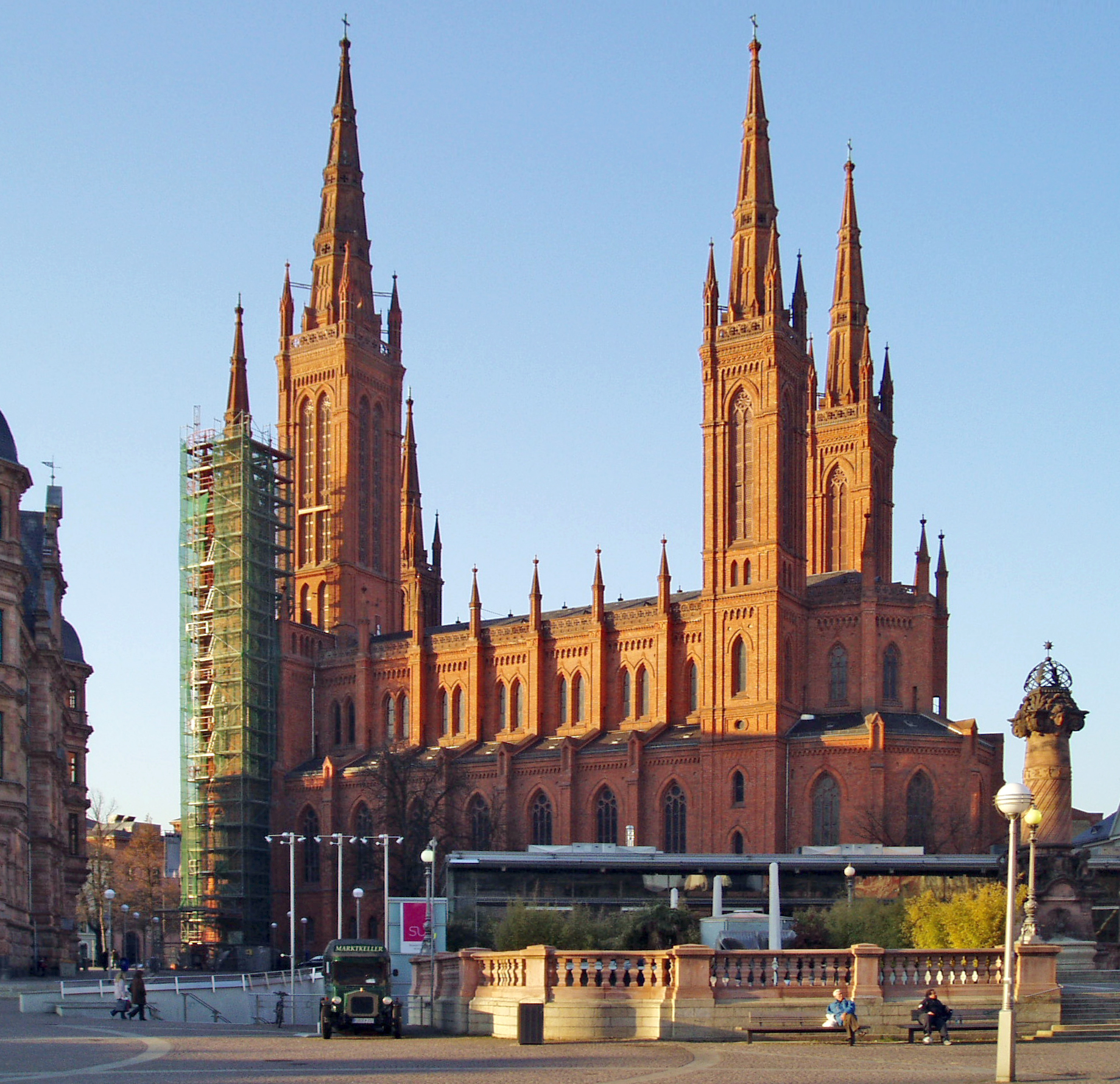
La Marktkirche, costruita da Carl Boos, è una chiesa protestante

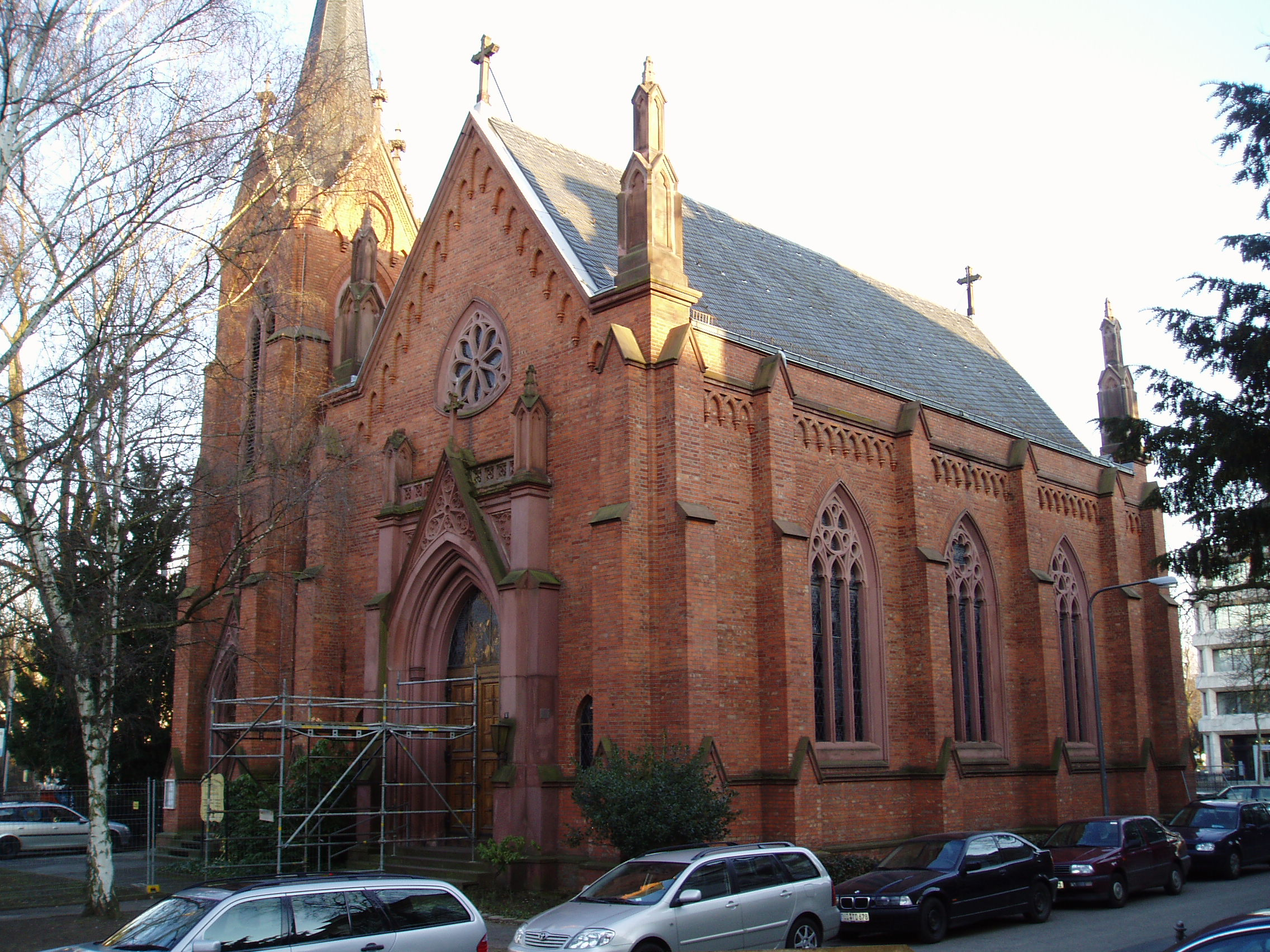
La chiesa anglicana

Dal XVIII secolo tornarono ad esserci alcuni cattolici ed a partire dal 1791 essi poterono nuovamente celebrare messa pubblicamente; nel 1801 ottennero un proprio luogo di culto. I cattolici di Wiesbaden appartengono alla diocesi di Limburgo, che nel 1827 fu rifondata per il ducato di Nassau.

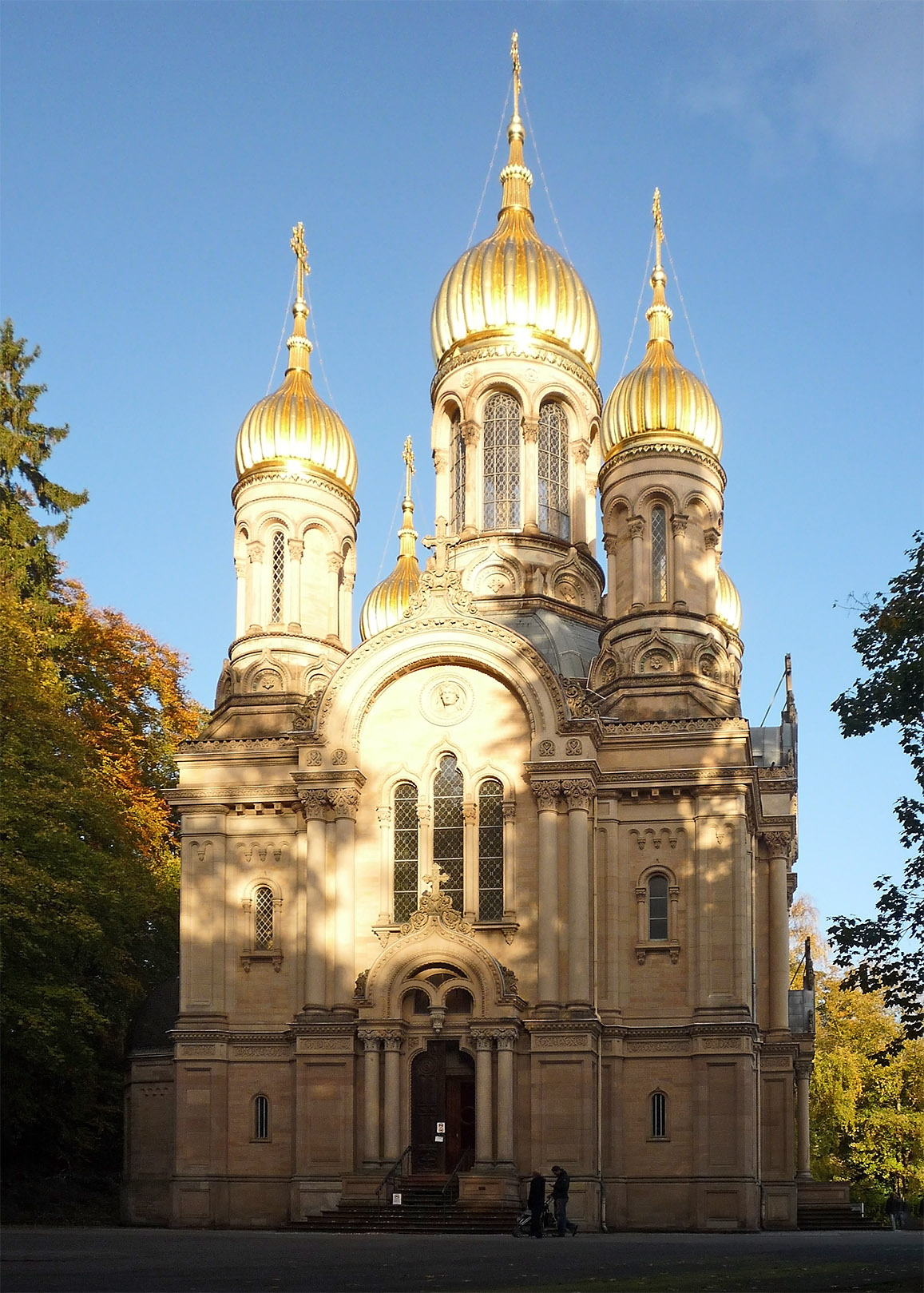
La chiesa russo-ortodossa sul Neroberg, con le sue cupole dorate

La comunità ebraica di Wiesbaden inaugurò nel 1869 una sontuosa sinagoga sul Michelsberg; essa fu distrutta nella notte dei cristalli del 1938 ed oggi ne sono rimasti soltanto dei cartelli commemorativi. Già nel dicembre 1946 fu rifondata una nuova comunità ebraica e fu costruita una nuova sinagoga nei pressi della stazione di polizia della Friedrichstraße. Nella periferia delle città si trova anche un cimitero ebraico. In seguito ai flussi migratori dall'Europa orientale oggi la comunità ebraica conta più di 700 persone.
Attualmente a Wiesbaden sono presenti le seguenti comunità religiose:
- Chiesa evangelica d'Assia e Nassau (Chiesa evangelica unificata, appartenente alla Chiesa evangelica in Germania)
- Chiesa cattolica (varie comunità)
- Chiesa evangelico-luterana indipendente
- Chiesa veterocattolica
- Chiesa ortodossa russa
- Chiesa greco-ortodossa
- Chiesa anglicana
- Chiesa evangelica metodista
- Pentecostalismo
- Libera comunità evangelica
- Battisti (una comunità tedesca e due americane)
- Chiesa del Nazareno
- Mormoni
- Chiesa Neo-Apostolica
- Rhein-Main Christian Fellowship
- Cristianesimo scientista
- Chiesa cristiana avventista del settimo giorno (dal 1895)
- Comunità apostolica
- Comunità araba grazia e saggezza (libera chiesa evangelica)
- Testimoni di Geova (varie comunità)
- Bahá'í
- Comunità ebraica
- Comunità islamica

### Tradizioni e folclore

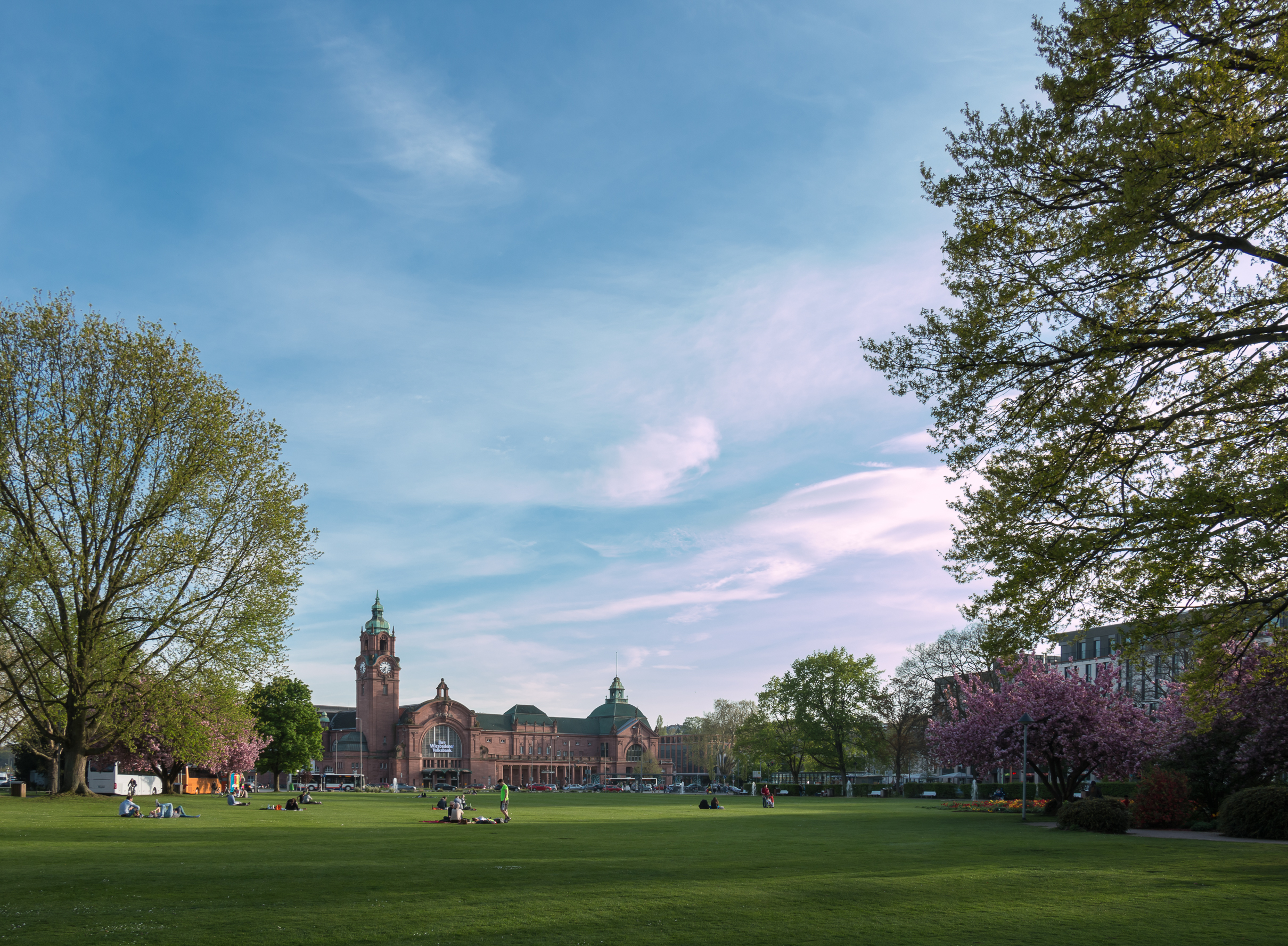
Le Reisinger-Anlagen di fronte alla stazione centrale, un'area verde usata per feste e concerti

- aprile: goEast - Festival del cinema dell'Europa centro-orientale
- maggio: Internationale Maifestspiele
- maggio: Festa della fioritura dei meli (Äppelblütefest, nel dialetto dell'Assia) a Naurod
- maggio/giugno (Pentecoste): Torneo ippico internazionale nel parco del castello di Biebrich
- maggio/giugno: Festa del Kranzplatz
- giugno: Festa della Wilhelmstraße, chiamata anche "Theatrium"
- luglio: Festa nel porto di Schierstein
- luglio: Gibber Kerb
- luglio-agosto: Skate Nights
- agosto: Settimana del vino del Rheingau (Rheingauer Weinwoche) - festa del vino nello Schloßplatz
- agosto: Folklore im Garten (folclore in giardino)
- settembre: Festa della Taunusstraße
- novembre: Festival cinematografico "Exground"
- novembre/dicembre: Andreasmarkt - mercato nell'Elsässer Platz
- novembre/dicembre: Sternschnuppenmarkt - mercato natalizio
- 31 dicembre: Festa di San Silvestro con fuochi artificiali nel parco del Bowling Green

## Cultura

### Istruzione

#### Biblioteche
La biblioteca comunale, nella zona pedonale, e la biblioteca del Land, nella Rheinstraße, sono liberamente accessibili a tutti i cittadini. La biblioteca dell'Ente Federale di Statistica è la più fornita in tutta la Germania per quello che riguarda i testi di argomento statistico. A Wiesbaden si trova anche il principale archivio statale dell'Assia (Hessische Hauptstaatsarchiv).
All'angolo tra la Wilhelmstraße e la Frankfurter Straße, nella Villa Clementine, vengono inoltre organizzate letture pubbliche di testi letterari ed altre iniziative culturali.

#### Scuole
A Wiesbaden ha sede un istituto parauniversitario di qualificazione professionale, la Fachhochschule Wiesbaden, fondato nel 1971 grazie alla fusione di una scuola della città con varie scuole di Geisenheim, Idstein e Rüsselsheim.
Wiesbaden è la maggiore città tedesca (ed oltre a Schwerin l'unica capitale di un Land) che non ha un'università.
La European Business School sta pensando alla possibilità di trasferirsi da Oestrich-Winkel a Wiesbaden e di ampliare la sua offerta formativa per ottenere il riconoscimento di università.
Presso la Martin-Niemöller-Schule (MNS) ha sede lo storico osservatorio astronomico della città, ora utilizzato a fini divulgativi.

### Musei
I musei presenti in città sono:
- Il Museo Wiesbaden, con una sezione artistica, una di scienze naturali ed una storica (periodo dei Nassau)
- Il Frauenmuseum Wiesbaden
- Il Nassauische Kunstverein, uno spazio espositivo per opere di arte contemporanea

### Teatri

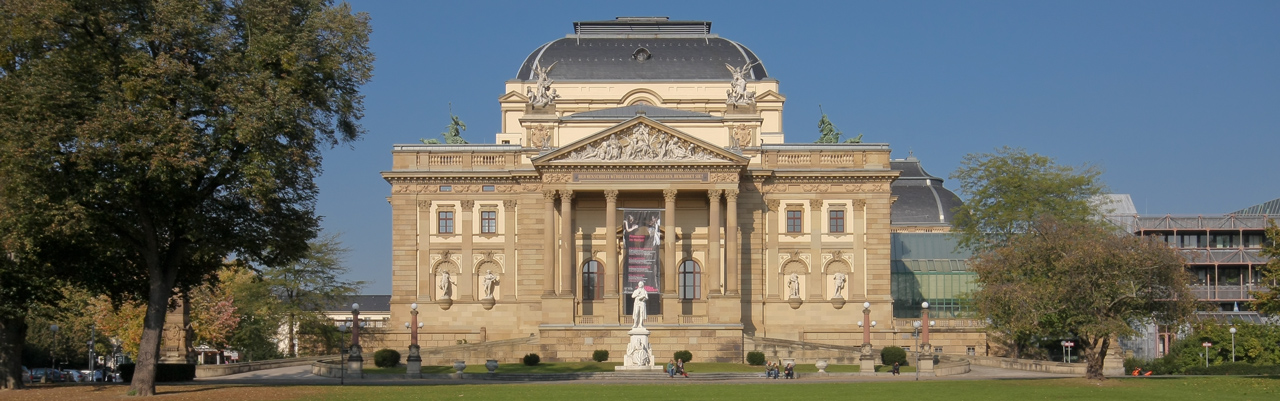
Il teatro di Stato con la statua di Friedrich Schiller

I teatri di Wiesbaden sono i seguenti:
- Hessisches Staatstheater (teatro di Stato dell'Assia). Inaugurato ufficialmente dall'imperatore Guglielmo II il 16 ottobre 1894, è il teatro più importante della città. Con 600 dipendenti mette in scena 20 nuove produzioni all'anno su un totale di cinque palcoscenici. Il Festival Internazionale di Maggio si tiene qui ogni anno dal 1896.
- Pariser Hoftheater
- Walhalla Studio Theater
- Mitternachtstraum Theater

### Altro
Nel Thalhaus e nel Kulturzentrum Schlachthof si svolgono numerose attività culturali, come spettacoli teatrali e concerti.
A Wiesbaden ha sede la Bundeskriminalamt, centrale della polizia federale tedesca.

## Geografia antropica

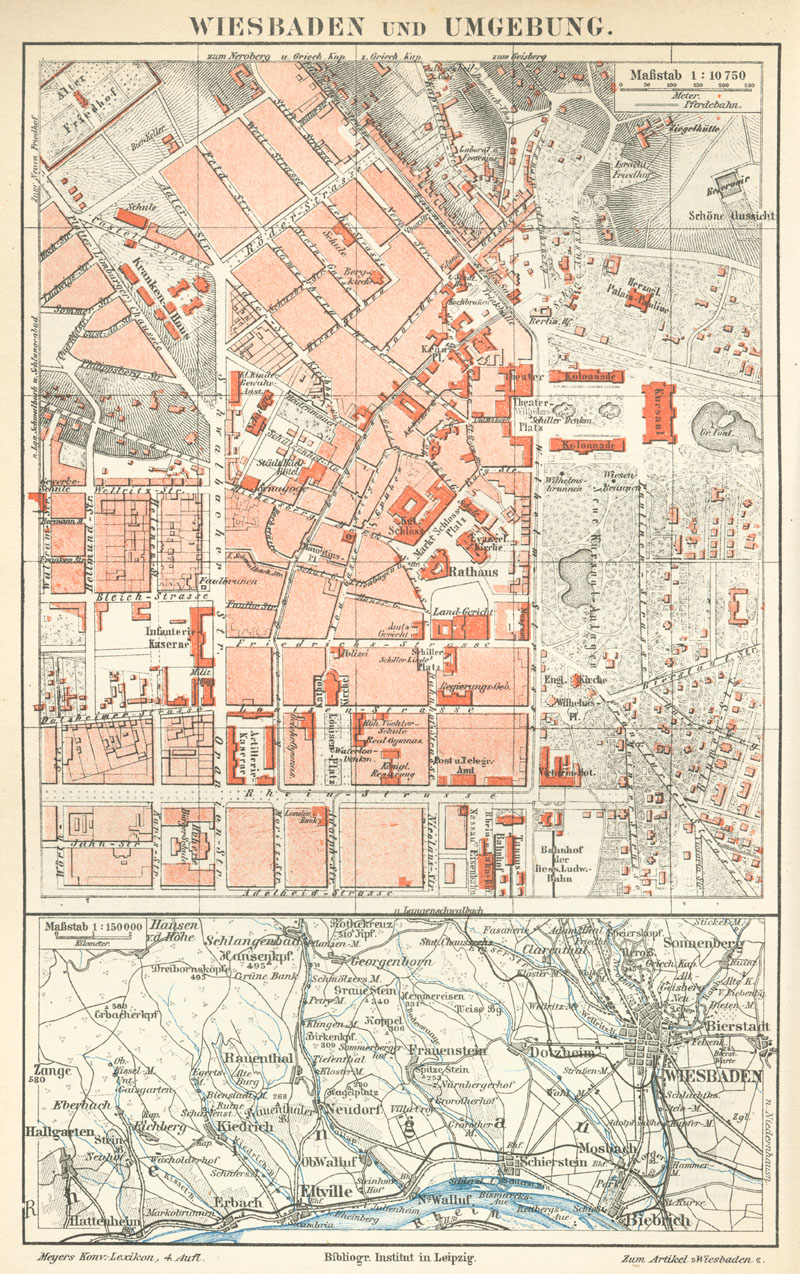
Mappa di Wiesbaden del 1888

### Urbanistica
L'attuale assetto urbanistico della città di Wiesbaden è stato determinato in particolare dai seguenti tre fattori:
1. La maggior parte degli edifici del centro storico è stata costruita in un arco di tempo di poco più di 60 anni (dal 1850 circa fino all'inizio della prima guerra mondiale nel 1914). La progettazione urbanistica è stata gestita principalmente da Christian Zais all'inizio del XIX secolo e Felix August Helfgott Genzmer alla fine dello stesso secolo.
2. In tale periodo Wiesbaden è stata un centro di attrazione per la nobiltà e per molte altre persone benestanti.
3. I bombardamenti angloamericani durante la seconda guerra mondiale hanno causato al centro storico di Wiesbaden danni inferiori a quelli di molte altre città tedesche. La percentuale di edifici danneggiati era di circa il 30%.

Grazie a questi fattori oggi il centro storico di Wiesbaden presenta un alto grado di omogeneità negli edifici, quasi tutti riconducibili agli stili architettonici del classicismo, dell'eclettismo e dello Jugendstil. Alla fine dell'Ottocento risalgono alcuni quartieri residenziali, come ad esempio il quartiere del Rheingau, quello dei Feldherrn, quello dei poeti e la zona della Ringstraße. Alle abitazioni si sono ben presto aggiunti numerosi edifici pubblici come il palazzo delle terme (Kurhaus) con annesso parco, il teatro di Stato dell'Assia (Hessisches Staatstheater), la Marktkirche (una chiesa costruita tra il 1853 ed il 1862 da Carl Boos con il nome di Nassauer Landesdom), così come vasti parchi, tra cui il Warmer Damm, le Reisinger-Anlagen ed il Bowling Green.
Allontanandosi dal centro storico gli edifici antichi lasciano sempre più il posto a case risalenti al secondo dopoguerra.

#### Struttura urbanistica del centro

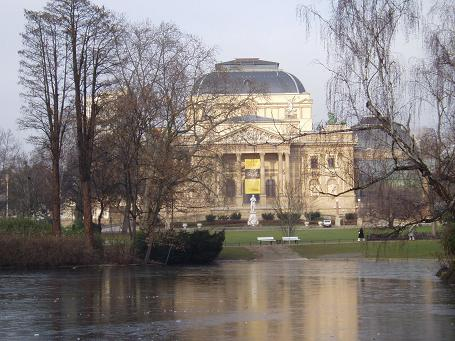
Parco del Warmer Damm e teatro

La città può essere suddivisa in vari settori. La parte più intensamente urbanizzata si trova in una zona pianeggiante ai piedi del Taunus. Essa può essere ulteriormente suddivisa come segue.
1. Il centro storico di Wiesbaden è situato nel cosiddetto Historische Fünfeck (pentagono storico), al cui centro sorgono due importanti piazze: lo Schloßplatz (piazza del Castello) ed il Mauritiusplatz.
2. La zona compresa tra l'Historische Fünfeck e la Ringstraße (che costituisce una prima circonvallazione della città) è stata progettata da Christian Zais: le strade e le piazze appaiono organizzate secondo una struttura regolare. Questo discorso riguarda, oltre che la zona occidentale della città (Westend) e la parte meridionale del centro, la zona delle terme a nord-est. I principali elementi urbanistici di questa parte della città sono il parco del Bowling Green, la Wilhelmstraße, la Rheinstraße, la Bahnhofsstraße, la Adolfsallee ed il Luisenplatz.
3. Esternamente alla Ringstraße vi sono numerosi viali alberati, progettati da Felix August Helfgott Genzmer. Qui si trovano esempi di maestose abitazioni riconducibili all'eclettismo. Di questa zona ricordiamo tre piazze: il Sedanplatz, il Blücherplatz, dove sorge la Blücherschule, ed il Gutenbergplatz con la Gutenbergschule; vi sono inoltre tre chiese: la Ringkirche, la Lutherkirche e la Dreifaltigkeitskirche.

Sui pendii delle colline che circondano la città vi sono ampie zone residenziali con numerose ville della fine dell'Ottocento. In particolare si tratta della valle del Nerotal (ai piedi del Neroberg) e delle sue immediate vicinanze, del Philippsberg a nord della Emser Straße, della frazione di Sonnenberg e del cosiddetto Villengebiet Ost, a est della Wilhelmstraße e della Friedrich-Ebert-Allee.
Nella zona sud-orientale del centro (Gustav-Stresemann-Ring e Berliner Straße) sono sorti fin dagli anni cinquanta del Novecento alcuni moderni edifici amministrativi.

### Suddivisioni amministrative

#### Distretti
La città è suddivisa in 26 distretti (Ortsbezirke):

Distretti di Wiesbaden

| N° | Distretto                   | Superficie (km²) | Abitanti (2012) | Densità (ab./km²) | Stranieri | Stranieri (%) |
| -- | --------------------------- | ---------------- | --------------- | ----------------- | --------- | ------------- |
| 32 | Auringen                    | 3,12             | 3 422           | 1 097             | 167       | 4,9           |
| 14 | Biebrich                    | 12,99            | 37 198          | 2 864             | 7 890     | 21,2          |
| 12 | Bierstadt                   | 9,22             | 12 070          | 1 309             | 1 206     | 10,0          |
| 34 | Breckenheim                 | 6,40             | 3 392           | 530               | 169       | 5,0           |
| 26 | Delkenheim                  | 7,43             | 4 974           | 669               | 524       | 10,5          |
| 16 | Dotzheim                    | 18,27            | 26 517          | 1 451             | 4 083     | 15,4          |
| 13 | Erbenheim                   | 11,27            | 9 398           | 834               | 1 655     | 17,6          |
| 28 | Frauenstein                 | 10,65            | 2 363           | 222               | 110       | 4,7           |
| 22 | Heßloch                     | 1,54             | 690             | 448               | 23        | 3,3           |
| 24 | Igstadt                     | 7,26             | 2 137           | 294               | 89        | 4,2           |
| 07 | Klarenthal                  | 6,13             | 10 366          | 1 691             | 1 642     | 15,8          |
| 23 | Kloppenheim                 | 5,39             | 2 291           | 425               | 134       | 5,8           |
| 51 | Mainz-Amöneburg             | 3,71             | 1 461           | 394               | 389       | 26,6          |
| 52 | Mainz-Kastel                | 9,51             | 12 335          | 1 297             | 2 403     | 19,5          |
| 53 | Mainz-Kostheim              | 9,53             | 14 027          | 1 472             | 2 635     | 18,8          |
| 33 | Medenbach                   | 4,47             | 2 506           | 561               | 162       | 6,5           |
| 01 | Mitte                       | 1,53             | 21 111          | 13 798            | 5 584     | 26,5          |
| 31 | Naurod                      | 10,99            | 4 377           | 398               | 206       | 4,7           |
| 25 | Nordenstadt                 | 7,73             | 7 850           | 1 016             | 720       | 9,2           |
| 02 | Nordost                     | 19,44            | 22 610          | 1 163             | 2 738     | 12,1          |
| 21 | Rambach                     | 9,92             | 2 196           | 221               | 148       | 6,7           |
| 06 | Rheingauviertel, Hollerborn | 2,47             | 20 243          | 8 196             | 4 463     | 22,0          |
| 27 | Schierstein                 | 9,43             | 10 190          | 1 081             | 1 352     | 13,3          |
| 11 | Sonnenberg                  | 8,34             | 8 052           | 965               | 603       | 7,5           |
| 03 | Südost                      | 6,62             | 18 316          | 2 767             | 2 820     | 15,4          |
| 08 | Westend, Bleichstraße       | 0,67             | 16 751          | 25 001            | 4 828     | 28,8          |
|    | Landeshauptstadt Wiesbaden  | 203,90           | 276 843         | 1 358             | 46 743    | 16,9          |

#### Frazioni

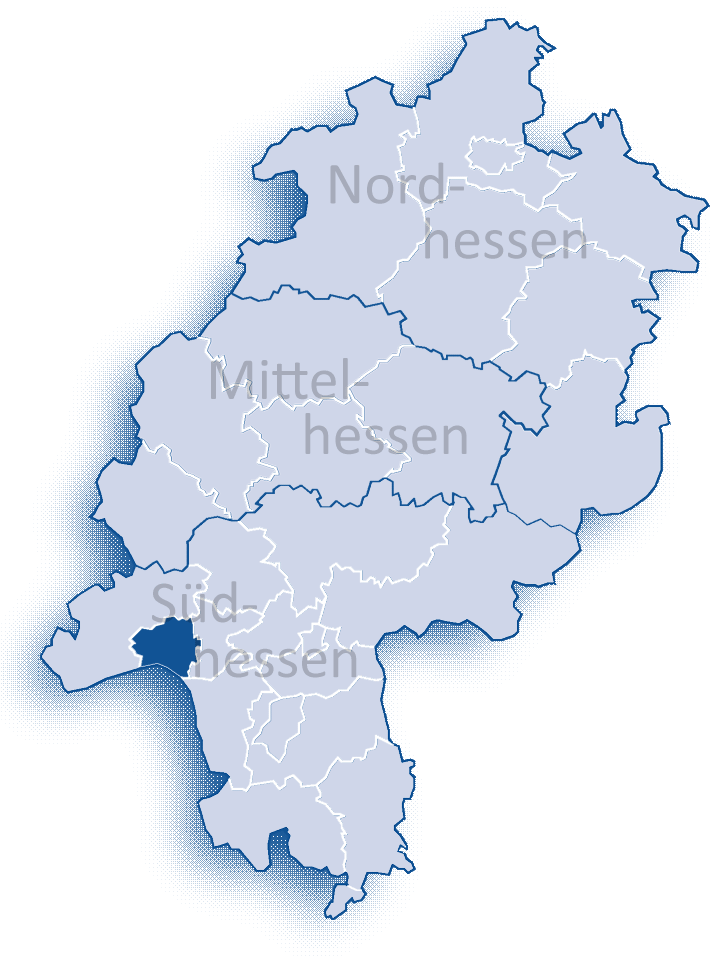
Posizione di Wiesbaden nel land dell'Assia

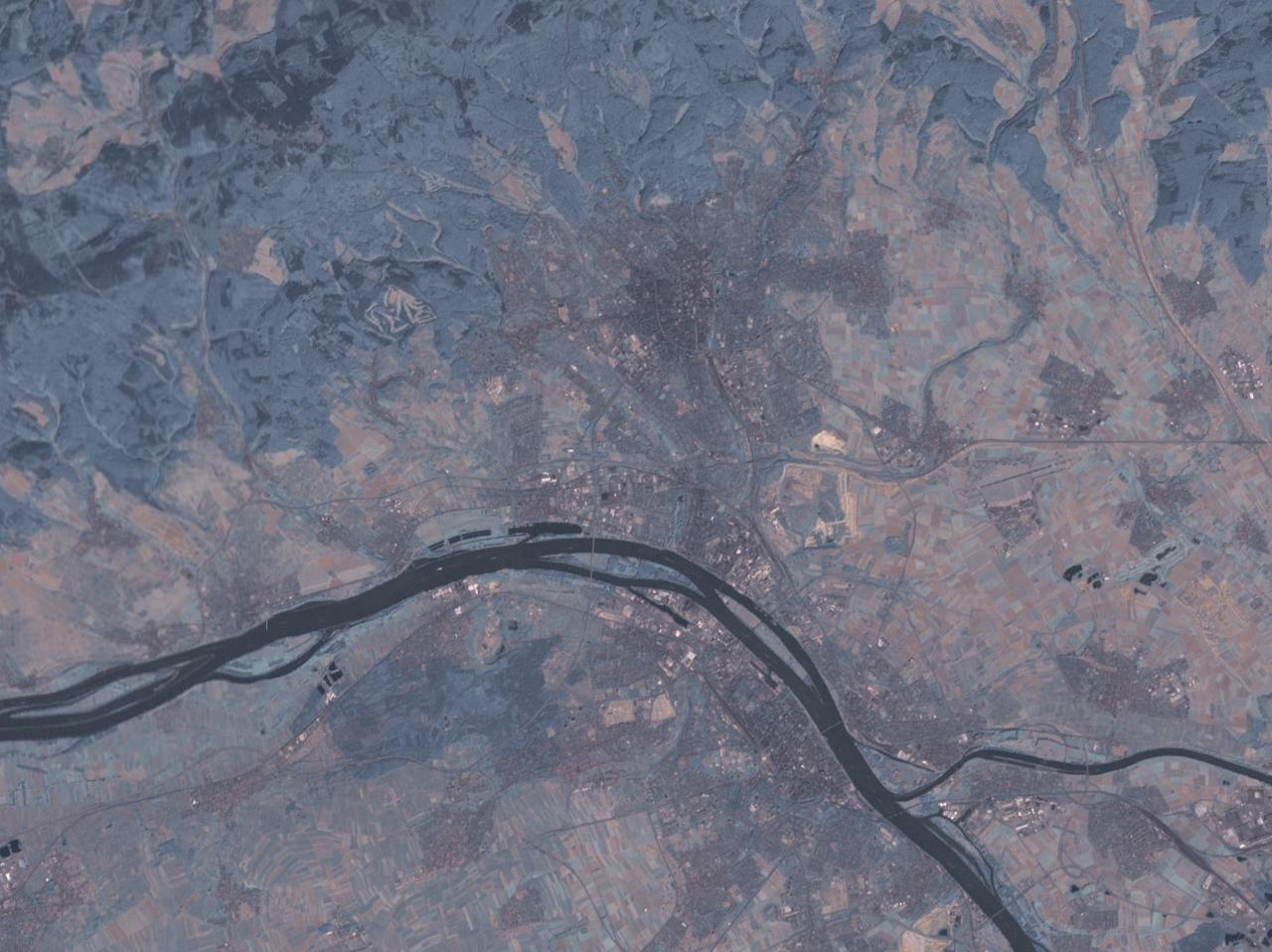
Foto da satellite di Wiesbaden e Magonza

Nel 1945, durante il periodo di amministrazione militare statunitense della città, sono state inglobate nel territorio comunale di Wiesbaden alcune frazioni di Magonza che si trovavano nella zona controllata dagli americani (Magonza, trovandosi dall'altra parte del Reno, era amministrata dai francesi). L'appartenenza delle frazioni Amöneburg, Kastel e Kostheim al comune di Wiesbaden, che doveva essere limitata temporalmente al periodo di occupazione degli alleati, si è prolungata fino al giorno d'oggi. Nella seguente tabella sono riportate le frazioni della città con l'anno di acquisizione e l'estensione in ettari.
| Anno            | Paesi       | Estensione in ettari |
| 1º ottobre 1926 | Biebrich    | 1 299                |
| 1º ottobre 1926 | Schierstein | 943                  |
| 1º ottobre 1926 | Sonnenberg  | 834                  |
| 1º aprile 1928  | Bierstadt   | 922                  |
| 1º aprile 1928  | Dotzheim    | 1 827                |
| 1º aprile 1928  | Erbenheim   | 1 127                |
| 1º aprile 1928  | Frauenstein | 1 065                |
| 1º aprile 1928  | Heßloch     | 154                  |
| 1º aprile 1928  | Igstadt     | 726                  |
| 1º aprile 1928  | Kloppenheim | 539                  |
| 1º aprile 1928  | Rambach     | 992                  |

| Anno            | Paesi                                          | Estensione in ettari |
| 1º aprile 1928  | Georgenborn (dal 1939 nuovamente indipendente) | ?                    |
| 10 agosto 1945  | Mainz-Kastel e Mainz-Amöneburg                 | 1 332                |
| 10 agosto 1945  | Mainz-Kostheim                                 | 953                  |
| 1º gennaio 1977 | Auringen                                       | 312                  |
| 1º gennaio 1977 | Breckenheim                                    | 640                  |
| 1º gennaio 1977 | Delkenheim                                     | 743                  |
| 1º gennaio 1977 | Medenbach                                      | 447                  |
| 1º gennaio 1977 | Naurod                                         | 1 099                |
| 1º gennaio 1977 | Nordenstadt                                    | 773                  |

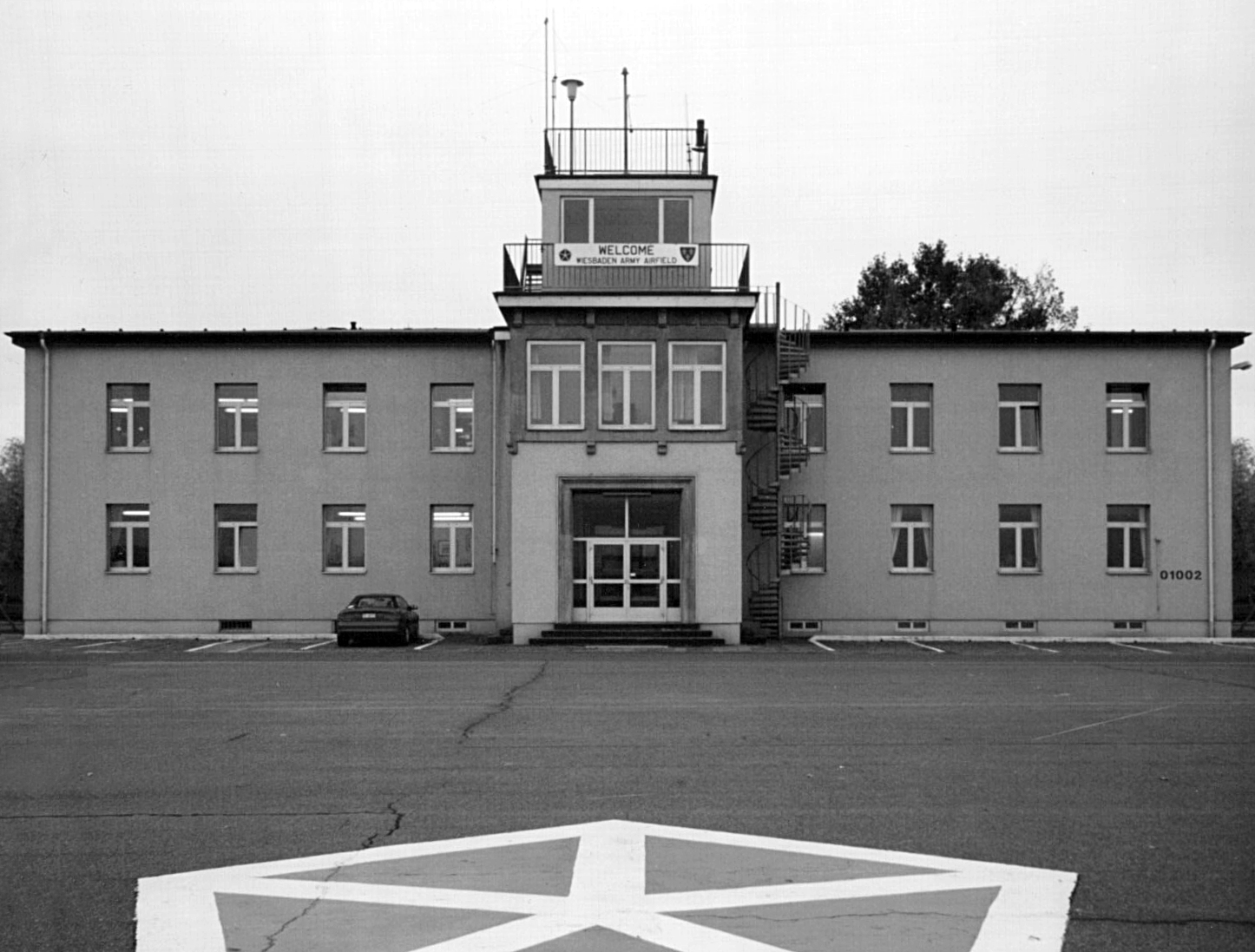
Ingresso dell'aeroporto militare americano nei pressi di Wiesbaden-Erbenheim.

Alcune delle frazioni (Dotzheim, Schierstein e Rambach) sono ormai inglobate nell'area metropolitana di Wiesbaden; altre, come Biebrich e Bierstadt, hanno mantenuto una loro identità cittadina. Le frazioni orientali (Naurod, Auringen, Breckenheim, Kloppenheim, Hessloch, Igstadt, Nordenstadt, Erbenheim e Delkenheim) hanno invece prevalentemente un carattere rurale. Altre due frazioni sono Frauenstein e Dotzheim, che sono le uniche situate ad ovest della città.
Le principali zone industriali si trovano a sud del centro cittadino, vicino al Reno: a Schierstein, Biebrich, Amöneburg, Kastel e Kostheim. Altre industrie si trovano nelle frazioni orientali (Erbenheim e Nordenstadt), favorite dal passaggio dell'autostrada 66.
In alcune zone periferiche c'è stata, e in parte c'è ancora, una presenza militare statunitense. Nella zona nord-orientale di Wiesbaden vi sono alcune zone residenziali (Housings Aukamm, Crestview e Hainerberg Village) in cui vivono i militari della base aerea di Wiesbaden-Erbenheim. Nel 1993 gli americani si sono ritirati dal Camp Pieri a Dotzheim e dal Camp Lindsey (nell'attuale quartiere Europa) nella parte occidentale del centro della città. Le ex caserme sono state trasformate in appartamenti privati ed in edifici pubblici, tra cui una scuola.

## Economia
Grazie anche al suo ruolo di capitale dell'Assia, l'economia di Wiesbaden è principalmente legata al settore terziario, mentre l'apporto delle industrie è in continua regressione da alcuni decenni. Oltre ai vari enti legati alla pubblica amministrazione del Land, hanno sede a Wiesbaden anche il Bundeskriminalamt (ente federale per la lotta alla criminalità), il Landeskriminalamt dell'Assia (l'analogo ente su scala regionale), lo Statistische Bundesamt (ente federale di statistica) e la Deutsche Klinik für Diagnostik (clinica tedesca per la diagnostica). Vi sono inoltre le sedi di numerose altre organizzazioni, come il Karl-Bräuer-Institut des Bundes der Steuerzahler e la Gesellschaft für deutsche Sprache (società per la lingua tedesca).
Il turismo, legato principalmente alle cure termali ed ai congressi, ha un ruolo significativo, ma non vitale, per l'economia.
Circa 12 000 aziende hanno sede a Wiesbaden: tra di esse ricordiamo la Abbott, la CSC Ploenzke AG, la Dyckerhoff (a Mainz-Amöneburg) e la Linde AG (a Mainz-Kostheim).
A Mainz-Amöneburg vi è il sito archeologico di Mosbacher Sande, dove sono stati rinvenuti numerosi fossili risalenti a circa 500 000 anni fa.

### Attività curative e termali

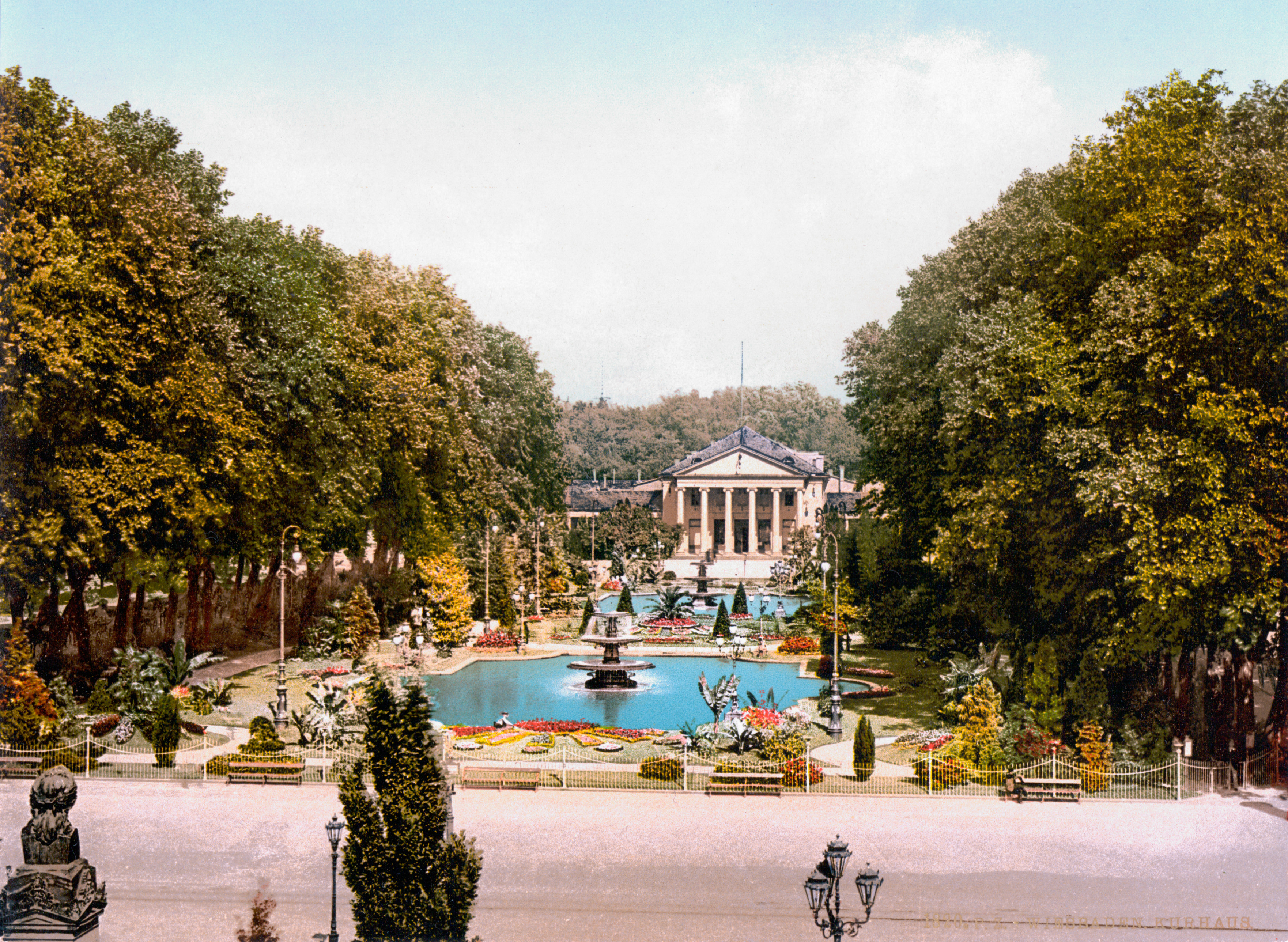
Vista sull'antico edificio delle terme nel 1900

Wiesbaden è famosa per le sue sorgenti termali al cloruro di sodio, che vengono utilizzate a scopo curativo in presenza di malattie reumatiche e delle vie respiratorie.
Nel centro della città vi sono 26 sorgenti calde, con temperature tra i 46 ed i 66 °C. Esse forniscono giornalmente circa 2 milioni di litri d'acqua; tale valore supera di molto quello di qualsiasi altra città tedesca (al secondo posto troviamo Baden-Baden con 800 000 litri giornalieri). Lo sfruttamento delle acque termali avviene fin dai tempi dell'Impero romano ed oggi molte sorgenti sono liberamente accessibili. Tra di esse ricordiamo in particolare il Kochbrunnen (66 °C), che da solo fornisce quasi 500 000 litri al giorno. Il Kaiser-Friedrich-Bad è alimentato dalla Adlerquelle (64,4 °C, 240 000 litri al giorno). Anche la piscina termale comunale dell'Aukammtal è alimentata da sorgenti naturali, così come alcune piscine private, principalmente di proprietà di alberghi (Badehaus Rose, Schwarzer Bock, Goldenes Ross, Bären e Nassauer Hof). Oltre al Kochbrunnen le principali altre sorgenti pubbliche sono il Bäckerbrunnen (49 °C, 94 000 litri al giorno) ed il Faulbrunnen (14 °C, 39 000 litri al giorno). Il Faulbrunnen, che letteralmente significa fontana marcia, deve il suo nome all'elevato contenuto di zolfo della sua acqua; a causa della temperatura troppo bassa esso non viene però considerato sorgente termale.
Le terme ed il casinò hanno indotto a visitare la città personaggi come Johann Wolfgang von Goethe, Fëdor Michajlovič Dostoevskij, Richard Wagner, Alexej von Jawlensky e Johannes Brahms.
Dopo la prima guerra mondiale, quando Wiesbaden perse la sua fama di città mondiale della cultura, la funzione curativa delle terme iniziò a prevalere su quella dilettevole. Oggi ci sono numerose cliniche specializzate, tra cui la Deutsche Klinik für Diagnostik (clinica tedesca per la diagnostica).
Vi si trova lo Hessisches Staatstheater.

### Vino e spumante

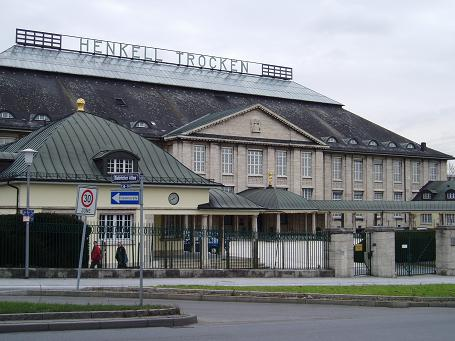
LHenkell-Schlösschen del produttore di spumante Henkell & Söhnlein KG

Wiesbaden si trova nella regione del Rheingau, famosa per i suoi vini. Una volta all'anno, per una settimana, si tiene la Rheingauer Weinwoche, durante la quale lo Schloßplatz davanti al vecchio municipio si trasforma nella "più grande enoteca del mondo", come recita lo slogan. Ricordiamo inoltre i vigneti sul Neroberg ed i numerosi produttori di vino e spumante come Henkell, Söhnlein e Fürst von Metternich.

### Cinema e televisione
A Wiesbaden hanno sede parecchie aziende del settore mediatico. Nella località Unter den Eichen, da dove tra il 1964 e l'1984 venivano trasmessi i programmi della ZDF, oggi hanno sede la Taunusfilm GmbH, che realizza numerose produzioni televisive, così come alcune sezioni della Fachhochschule Wiesbaden dell'indirizzo mediatico. Dal 2002 si trova lì anche la stazione radio locale non commerciale Radio RheinWelle 92,5.
Wiesbaden è anche sede di molte associazioni ed istituzioni legate alla cinematografia.
Qui si trovano le sedi della Spitzenorganisation der Filmwirtschaft (SPIO), la Freiwillige Selbstkontrolle (FSK), la Filmbewertungsstelle (FBW), la Fondazione Friedrich Wilhelm Murnau, che si occupa dell'amministrazione e della conservazione di gran parte del patrimonio cinematografico tedesco, così come l'archivio del Deutsche Filminstitut.
Nel Wiesbadener Landtag (parlamento regionale dell'Assia) vi è uno studio televisivo e radiofonico della televisione pubblica dell'Assia (Hessischer Rundfunk) ed una redazione della trasmissione televisiva di approfondimento politico "de facto".
In città hanno sede anche alcune case editrici, come il Deutscher Genossenschafts-Verlag, il Verlag Dr. Th. Gabler, il Westdeutscher Verlag ed il Vieweg.
I quotidiani locali di Wiesbaden sono il Wiesbadener Kurier ed il Wiesbadener Tagblatt.

### Turismo
Il turismo, legato alle cure termali, ai congressi ed al ruolo politico ed amministrativo della città, non è trascurabile da un punto di vista economico. Negli alberghi della città si contano annualmente circa 962 000 pernottamenti, senz'altro pochi rispetto agli 11 330 000 di Berlino ed ai 3 930 000 di Francoforte sul Meno, ma paragonabili al 1 040 000 di Brema ed agli 830 000 di Heidelberg.
Attualmente in città si contano 67 tra alberghi e pensioni, per un totale di circa 6 200 posti letto. L'ostello dell'Elsässer Platz è uno dei più grandi di tutta la Germania ed offre 220 posti letto. A queste strutture si aggiungono tre campeggi, che ospitano annualmente 6 400 persone per un totale di 11 800 pernottamenti.

## Infrastrutture e trasporti
La città di Wiesbaden è ben connessa alla rete viaria tedesca, tramite l'autostrada A66 e le strade statali B 54, B 262, B 263, B 417 e B 455.

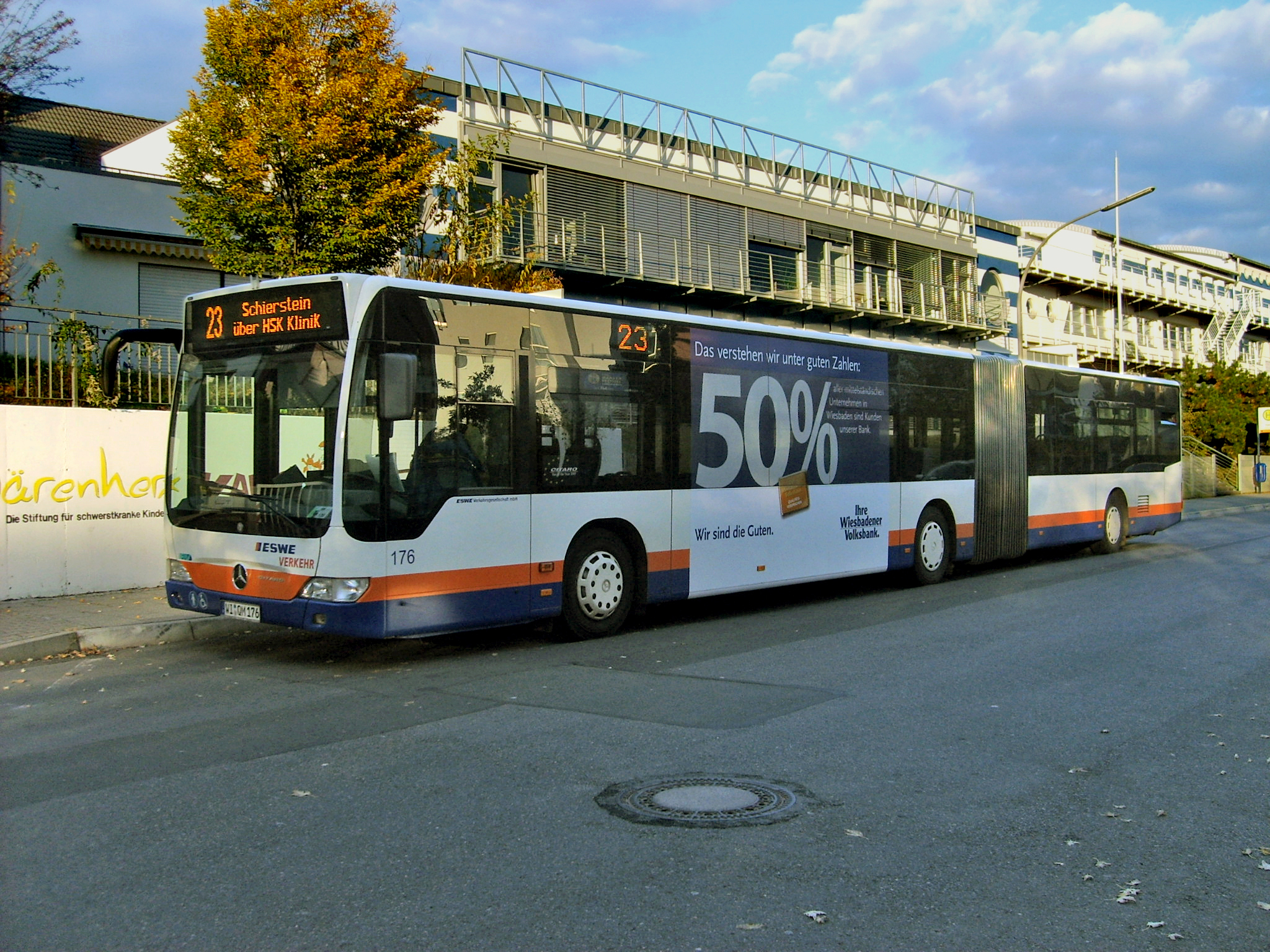
Bus della ESWE.

Il trasporto pubblico è garantito dagli autobus della ESWE e di alcune altre ditte. Wiesbaden è stata la prima città tedesca a sostituire i tram con gli autobus ed è stata anche la prima ad introdurre le corsie riservate ai mezzi pubblici.

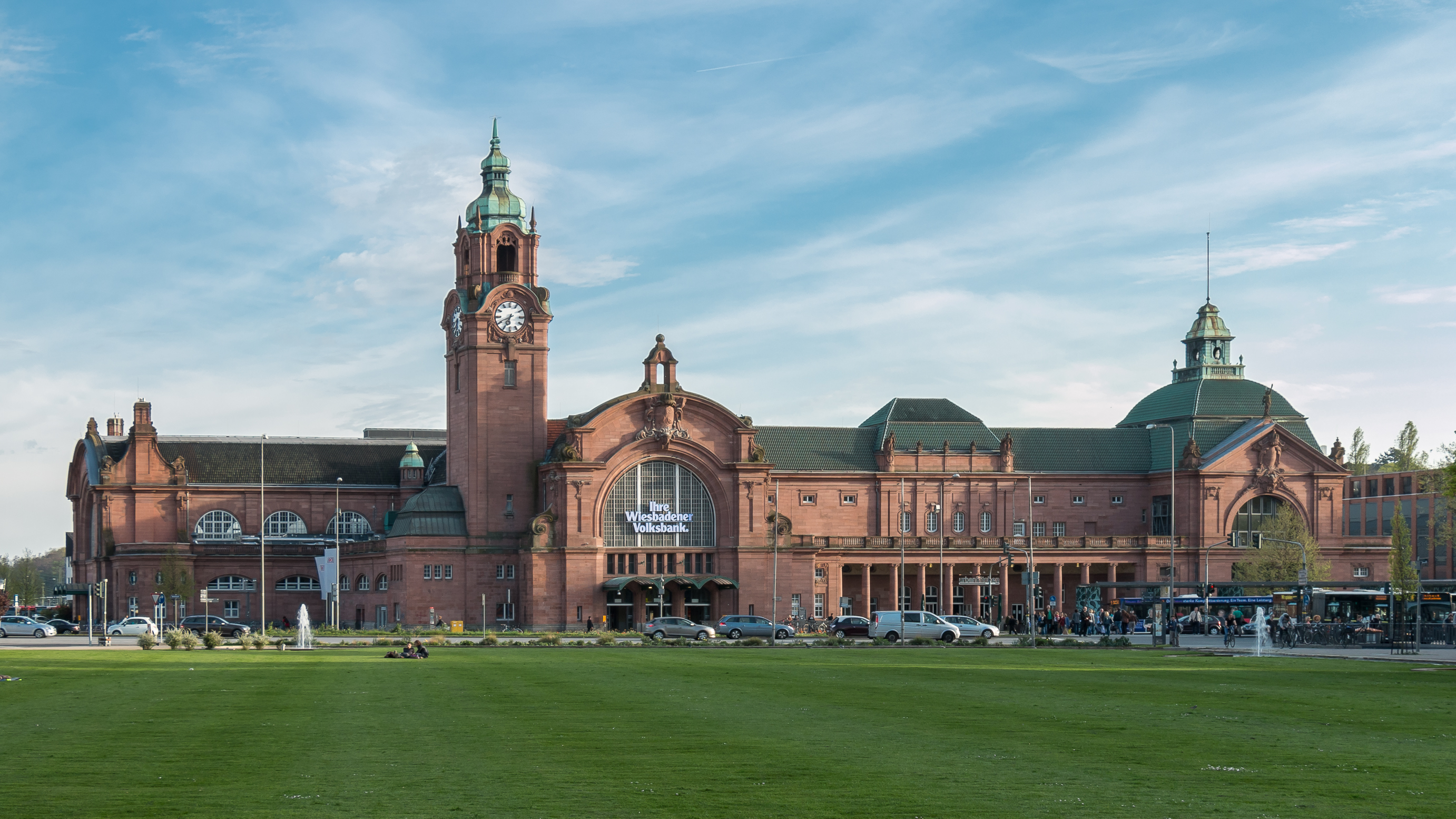
La stazione centrale.

Dalla stazione centrale partono i treni suburbani della S-Bahn Reno-Meno, diretti a Francoforte, così come numerosi altri treni regionali ed i treni che costeggiano il Reno sulla riva destra fino a Coblenza, passando per Rüdesheim am Rhein. Dal 2002, con la costruzione della linea da Francoforte a Colonia, Wiesbaden è servita anche da treni ad alta velocità.

### I dintorni di Wiesbaden
La zona del Rheingau, considerata patrimonio dell'umanità dall'UNESCO, merita di essere visitata per i suoi vigneti, il Niederwalddenkmal, il monastero Kloster Eberbach, le antiche città di Rüdesheim am Rhein, Eltville sul Reno e Kiedrich così come per i numerosi castelli. Il Rheinsteig, un recente sentiero che collega Wiesbaden (Biebrich) a Bonn, passa vicino a tutti i castelli della riva destra del Reno lungo la parte centrale del suo corso.
Anche il Taunus, con le sue cime boscose, offre numerose possibilità per escursioni a piedi o in bicicletta. Meritano di essere viste anche le caratteristiche case dei centri di Idstein, Eppstein e Hochheim am Main. Nei giorni festivi dei mesi estivi è in funzione la già menzionata Aartalbahn, che, con i suoi treni da museo, è anche un utile mezzo di trasporto per gli escursionisti. Da Wiesbaden-Dotzheim è possibile in questo modo raggiungere le stazioni di Chausseehaus, Eiserne Hand, Hahn-Wehen, Bleidenstadt, Bad Schwalbach, Breithardt e Hohenstein.
Il Taunus-Wunderland tra Wiesbaden e Bad Schwalbach è un parco divertimenti per bambini e ragazzi.
Con i treni della S-Bahn sono inoltre facilmente raggiungibili le città di Francoforte sul Meno e Magonza.

## Amministrazione

### Funzioni come capitale dell'Assia

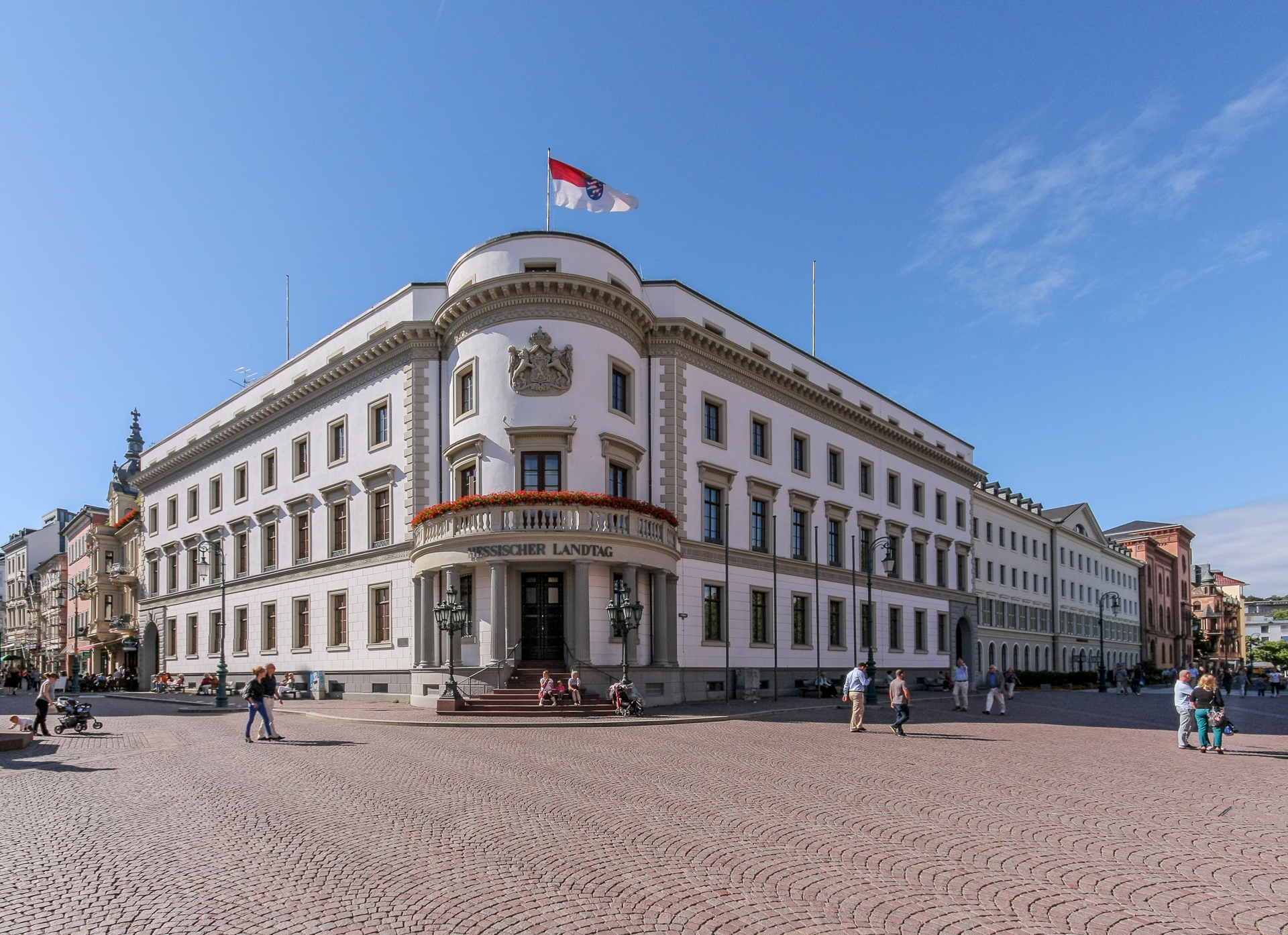
Parlamento regionale dell'Assia nel Schloßplatz

A partire dal 1949 Wiesbaden è la capitale del Land dell'Assia e pertanto vi si trovano tutti gli organismi del governo regionale: il parlamento regionale, la cancelleria di Stato (sede del presidente del consiglio dei ministri dell'Assia) e tutte le altre autorità del Land.

### Amministrazione della città di Wiesbaden
Per molti secoli il potere nella città era detenuto dallo scoltetto e dagli scabini del tribunale cittadino. Ad essi erano affiancati due borgomastri, che costituivano l'effettivo organo governativo. A partire dal XV secolo i borgomastri apparivano spesso come i reali detentori del potere politico, ma furono ben presto soppiantati nuovamente dallo scoltetto. Nel 1775 il tribunale cittadino ottenne dal duca Karl Wilhelm von Nassau il titolo onorifico di consiglio cittadino.
A partire dal XV secolo al tribunale si affiancò un consiglio. In epoca prussiana i borgomastri ottennero il titolo di Oberbürgermeister. Al giorno d'oggi l'Oberbürgermeister (sindaco) è eletto direttamente dal popolo.

### Gemellaggi
- Klagenfurt, dal 1930[5]
- Montreux, dal 1953
- Distretto di Friedrichshain-Kreuzberg, dal 1964
- Gand, dal 1969
- Fondettes, dal 1975
- Lubiana, dal 1977
- Kfar Saba, dal 1981
- San Sebastián, dal 1981
- Breslavia, dal 1987
- Tunbridge Wells, dal 1989
- Görlitz, dal 1990
- Ocotal, dal 1990
- Fremantle, dal 2014

## Sport
Le principali squadre di calcio della città sono: l'SV Wiesbaden, il SV Wehen Wiesbaden, la SG Germania Wiesbaden, il Biebricher FV 02, il FSV Schierstein 08, il TuS Dotzheim e la SpVgg. Nassau Wiesbaden.
La squadra femminile di pallavolo 1. VC Wiesbaden gioca attualmente in prima serie, mentre gli uomini del TuS Eintracht Wiesbaden giocano in seconda serie.
Probabilmente il principale evento sportivo dell'anno è il torneo ippico di Pentecoste nel parco del castello di Biebrich.
A Wiesbaden ci sono anche numerose associazioni di Schützen. Vari atleti olimpici provengono dal Schützenverein di Biebrich 1864; alcuni di essi hanno anche vinto delle medaglie.

## Filmografia
- Bilderbuch Deutschland: Wiesbaden: Nizza des Nordens. Produzione: hr, Prima trasmissione televisiva: 19 novembre 2006 (Argomenti trattati)